# Công viên Olympic (Seoul)
Công viên Olympic (Tiếng Hàn: 올림픽공원) là một công viên tọa lạc tại 424 Olympic-ro (88-2 Bangi-dong), Songpa-gu, Seoul, Hàn Quốc. Nó được xây dựng cho Thế vận hội Seoul 1988 và hiện đang được sử dụng như một công viên tổng hợp. Có các cơ sở thể thao như đạp xe, cử tạ, đấu kiếm, bơi lội, thể dục dụng cụ, quần vợt, v.v., cũng như các cơ sở văn hóa khác nhau như Bảo tàng Nghệ thuật Soma. Mongchontoseong, một di tích lịch sử Baekje được khai quật trong quá trình xây dựng Công viên Olympic, nằm trong công viên. Công viên Olympic có các khu vực nghỉ ngơi như công viên điêu khắc ngoài trời, Sân chơi 88 và đài phun nước âm nhạc. Các cơ sở chính khác bao gồm Olympic Hall, Olympic Parktel, và nhiều cơ sở thuận tiện khác như Bảo tàng Lịch sử Mongchon.

## Giới thiệu không gian
Nó được hoàn thành vào năm 1986 trong thời gian diễn ra Đại hội thể thao châu Á lần thứ 86 và Thế vận hội Seoul lần thứ 88. Trên mảnh đất rộng 430.000 pyeong, có những bãi cỏ được chăm sóc cẩn thận, quảng trường rộng, các tác phẩm điêu khắc và đường chạy bộ, cũng như sân khấu ngoài trời của Công viên Olympic và sáu sân vận động đạt tiêu chuẩn quốc tế.

## Các tiện ích chính trong công viên
| Tên cơ sở                                                                     | Quy mô cơ sở | Sức chứa        | Ghi chú                                                                                            |
| ----------------------------------------------------------------------------- | ------------ | --------------- | -------------------------------------------------------------------------------------------------- |
| Hồ bơi                                                                        | 12,742m2     | 10,000 chỗ ngồi | Bể quản lý (50m×25m, độ sâu nước tới 3m), Bể lặn (25m×25m×5m), Bể tập luyện (50m×12.5m)            |
| Nhà thi đấu Thể dục dụng cụ Olympic 1 (Nhà thi đấu thể dục dụng cụ)           | 14,016m2     | 15,000 chỗ ngồi | 4,236 ghế di động, 10,764 ghế cố định                                                              |
| Nhà thi đấu Thể dục dụng cụ Olympic 2 (Sân vận động đấu kiếm)                 | 9,078m2      | 5,003 chỗ ngồi  | 2,100 ghế di động, 2,903 ghế cố định (250 ghế sân phụ)                                             |
| Nhà thi đấu Thể dục dụng cụ Olympic 3 (Hội trường nghệ thuật tài chính Woori) | 5,617m2      | 1,184 chỗ ngồi  | Nhà hát chuyên dùng biểu diễn văn nghệ Tầng 1 832 ghế (trong đó có 12 ghế di động), Tầng 2 352 ghế |
| Sân Tennis                                                                    | 5,234m2      | 9,931 chỗ ngồi  | 1 sân chính, 14 sân ngoài trời, 4 sân trong nhà (air dome)                                         |
| Olympic Velodrome                                                             | 7,755m2      | 6,000 chỗ ngồi  | Chiều dài đường 333,3m, rộng 7m, dốc 7∼38˚                                                         |

### Mongchontoseong
Pháo đài Mongchontoseong, Di tích lịch sử số 297, được xây dựng vào khoảng thế kỷ thứ 3 và nằm giữa sông Hàn ở phía bắc và Pháo đài Namhansanseong ở phía nam. Đó là một bức tường đất bảo vệ Seoul vào đầu thời kỳ Baekje, với chu vi khoảng 2 km. Một túp lều độc mộc, ngôi mộ tẩm độc, vũ khí, móc câu, đồ đất nung Baekje và cối đá đã được khai quật từ Mongchontoseong. Hiện nay, trên sườn Mongchontoseong có một rừng thông tạo nên cảnh quan xanh mát quanh năm.

### Các cơ sở khác
- Bảo tàng nghệ thuật thuật SOMA
- Hội trường Olympic
- Công viên Olympic Seoul
- Bảo tàng Thế vận hội Seoul
- Ủy ban biên soạn lịch sử Seoul
- Công viên điêu khắc Olympic
- Bảo tàng Lịch sử Mongchon
- Bảo tàng Hanseong Baekje
- Trường trung học thể thao Seoul
- Đại học Thể thao Quốc gia Hàn Quốc
- Cơ quan Xúc tiến Thể thao Hàn Quốc và Hội đồng Thể thao Hàn Quốc
- Hội trường Olympic
- 88 Sân Cỏ

## Phương tiện đến công viên

### Tàu điện ngầm
- ● Tàu điện ngầm vùng thủ đô Seoul tuyến 5, ● Tàu điện ngầm Seoul tuyến 9 - Ga Công viên Olympic
- ● Tàu điện ngầm Seoul tuyến 8 - Ga Mongchontoseong
- ● Tàu điện ngầm Seoul tuyến 9 - Ga Hanseong Baekje

### Xe buýt
- Xe buýt thành phố Seoul 3220 (Xuống tại ga Olympic Park)
- Xe buýt thành phố Seoul số 3216 (Cổng phía Nam)
- Xe buýt thành phố Seoul 3319, v.v.

## Hình ảnh công viên

Cơ sở thể thao Công viên Olympic
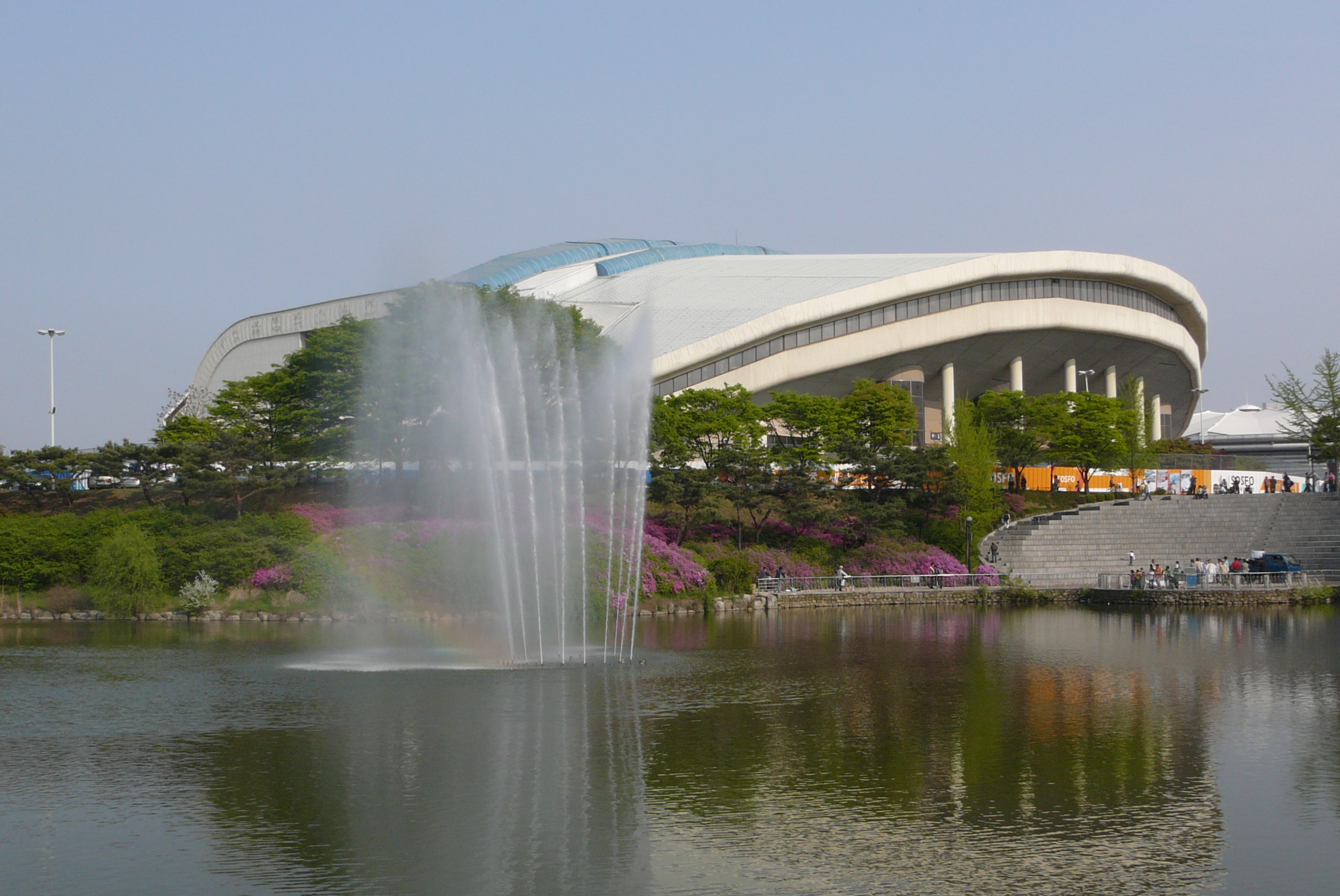
Hồ bơi Olympic
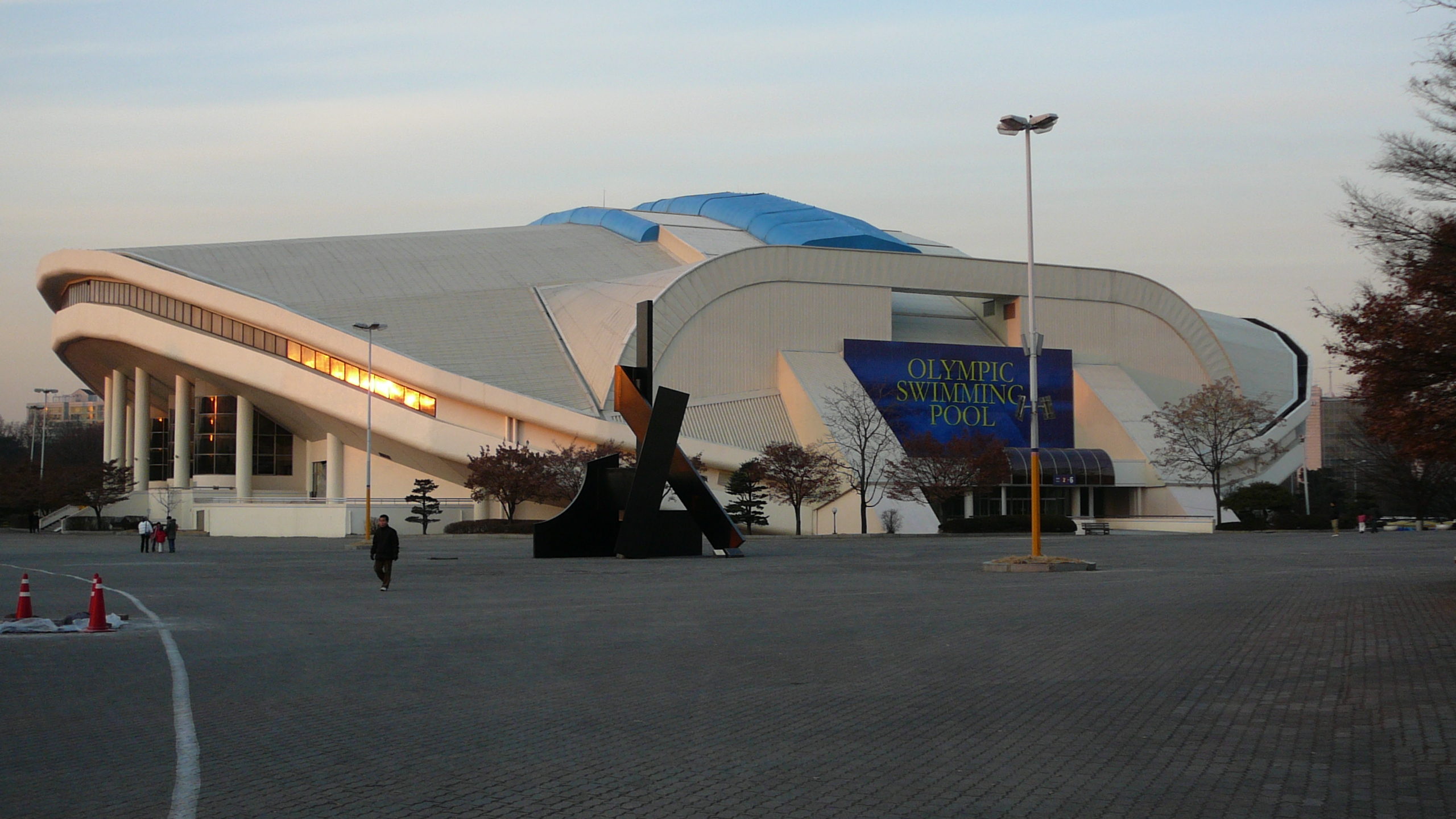
Hồ bơi Olympic
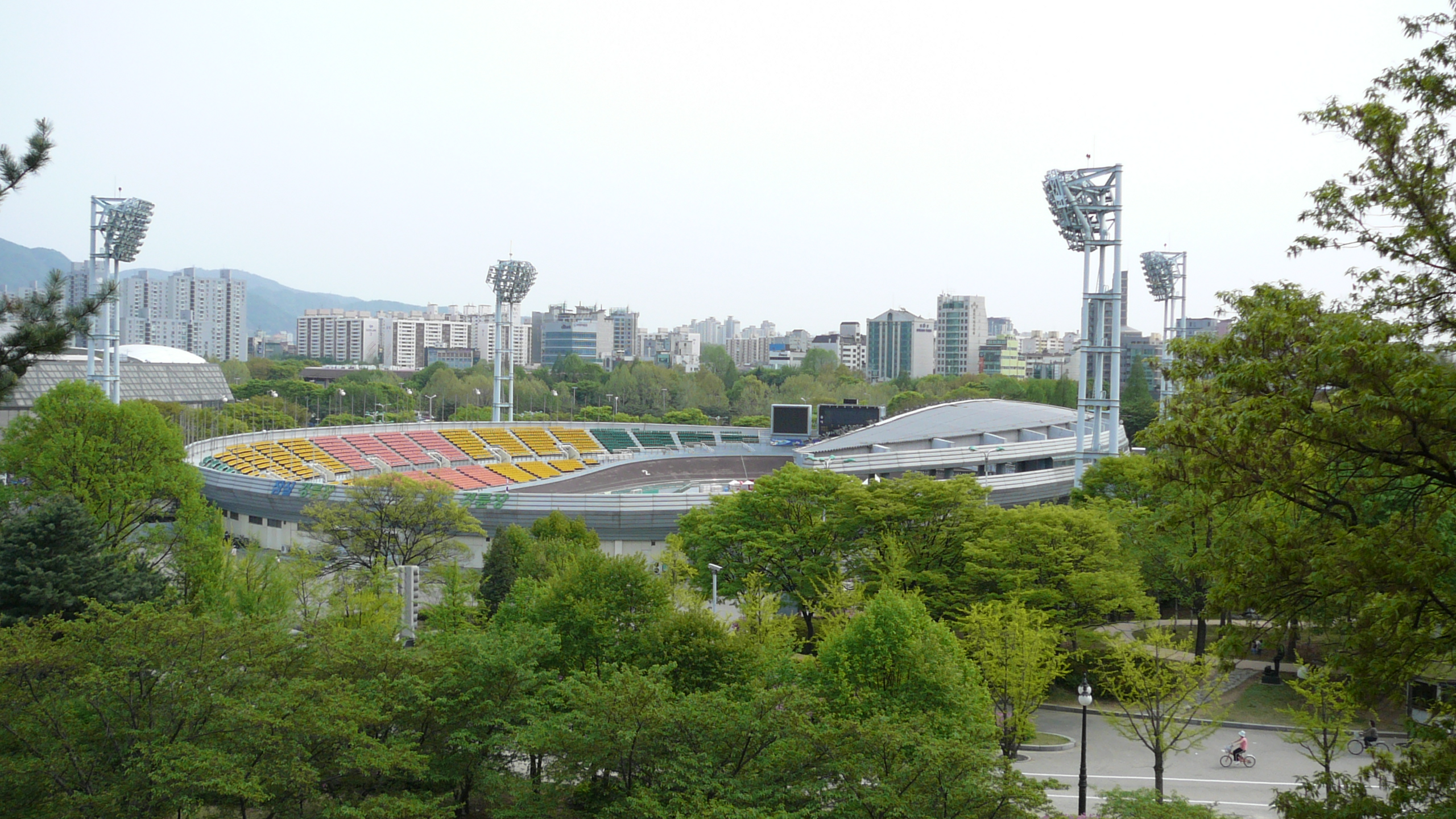
Velodrome (đấu trường xe đạp)
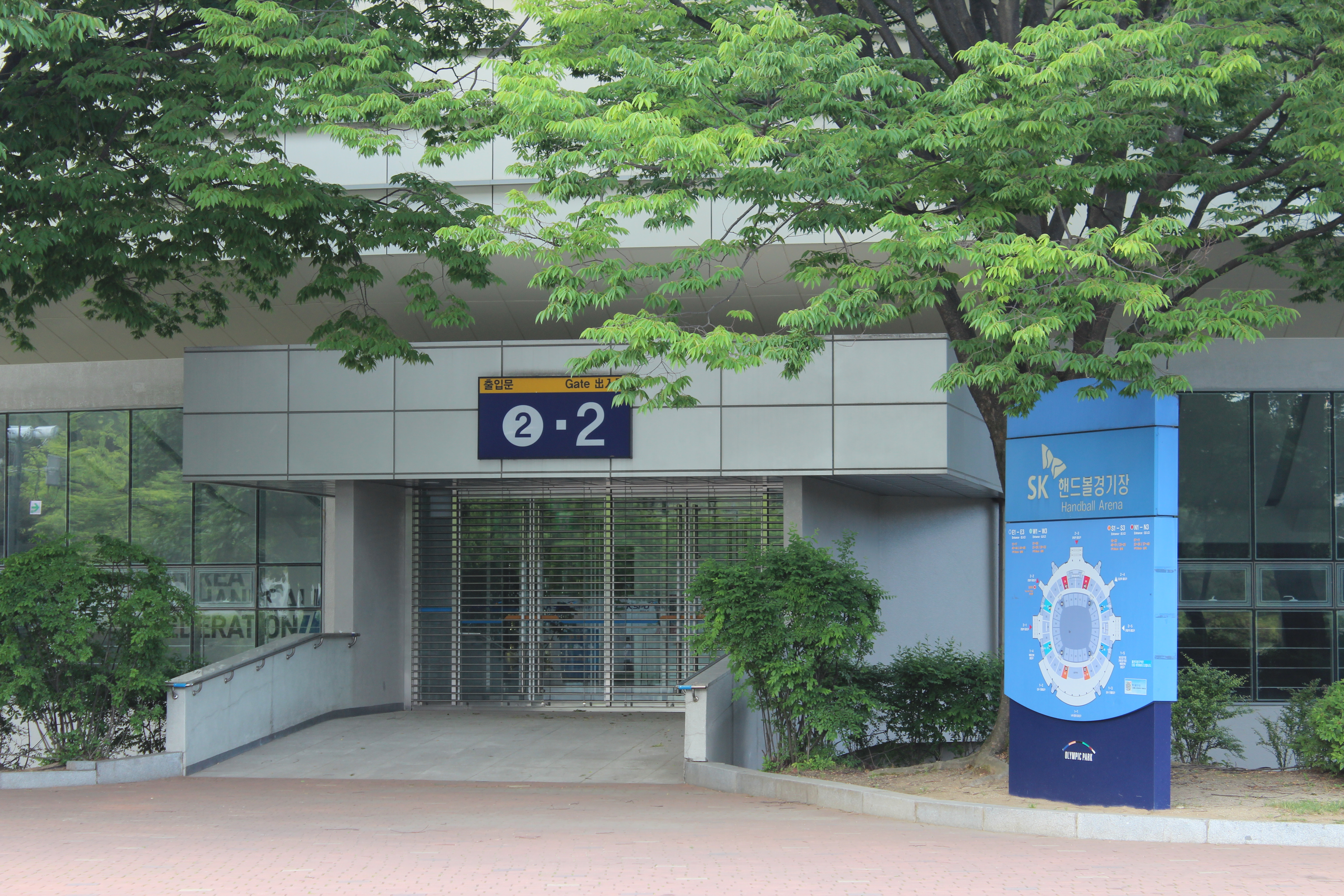
Lối vào đấu trường bóng ném

Cổng hòa bình và các tiện ích xung quanh
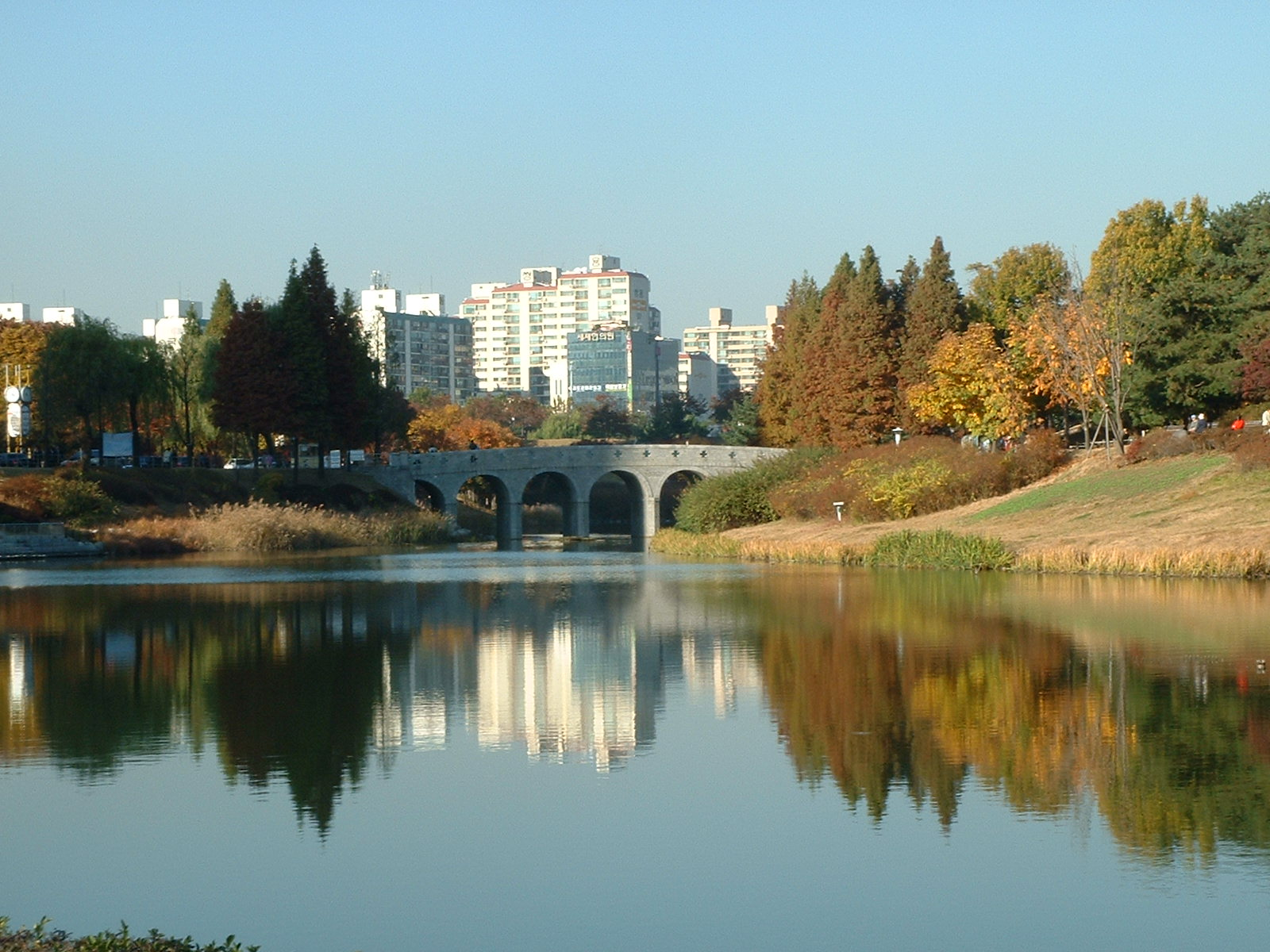
Hồ và cầu
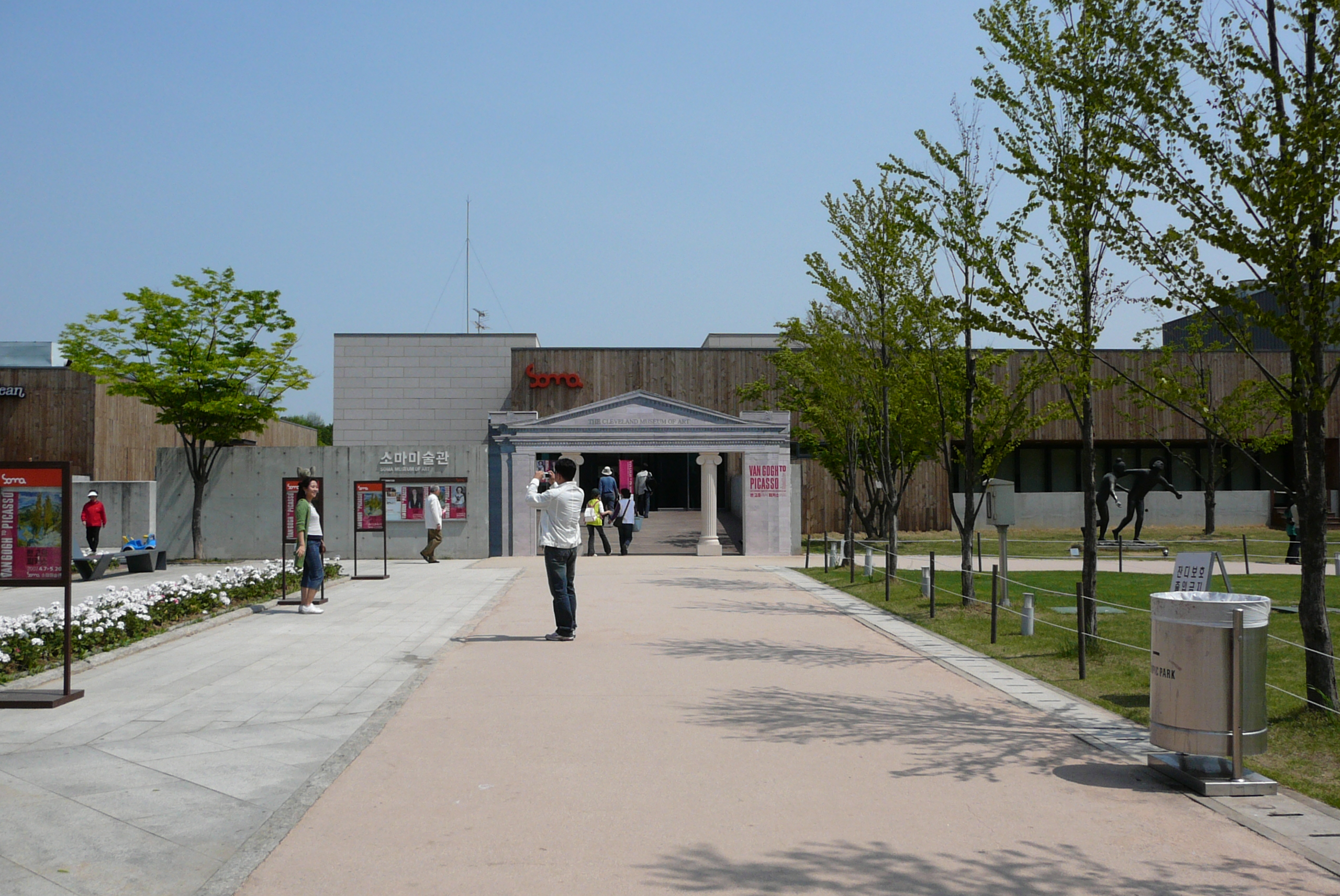
Bảo tàng nghệ thuật Soma
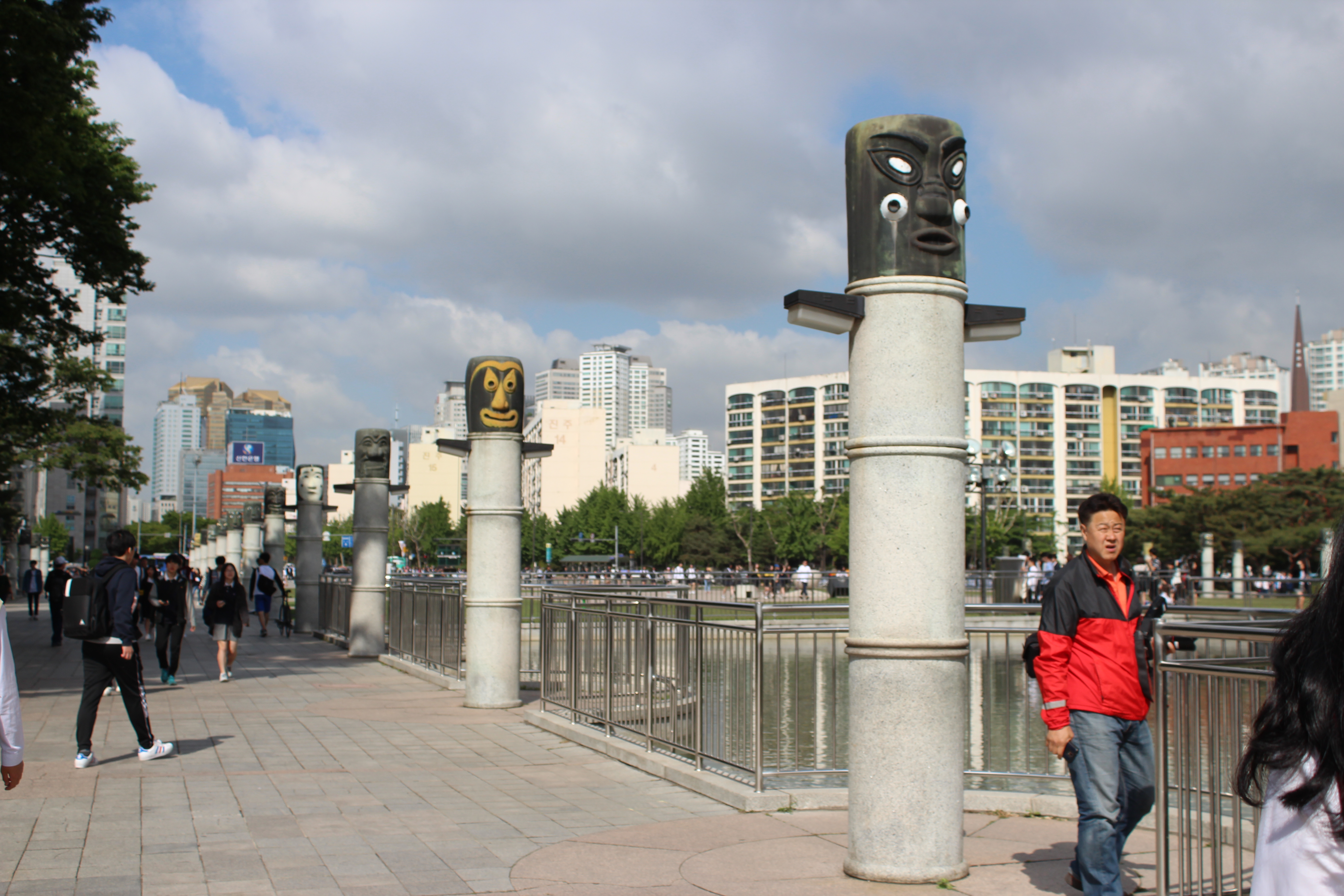
Jangseung xếp hàng gần Cổng Hòa bình
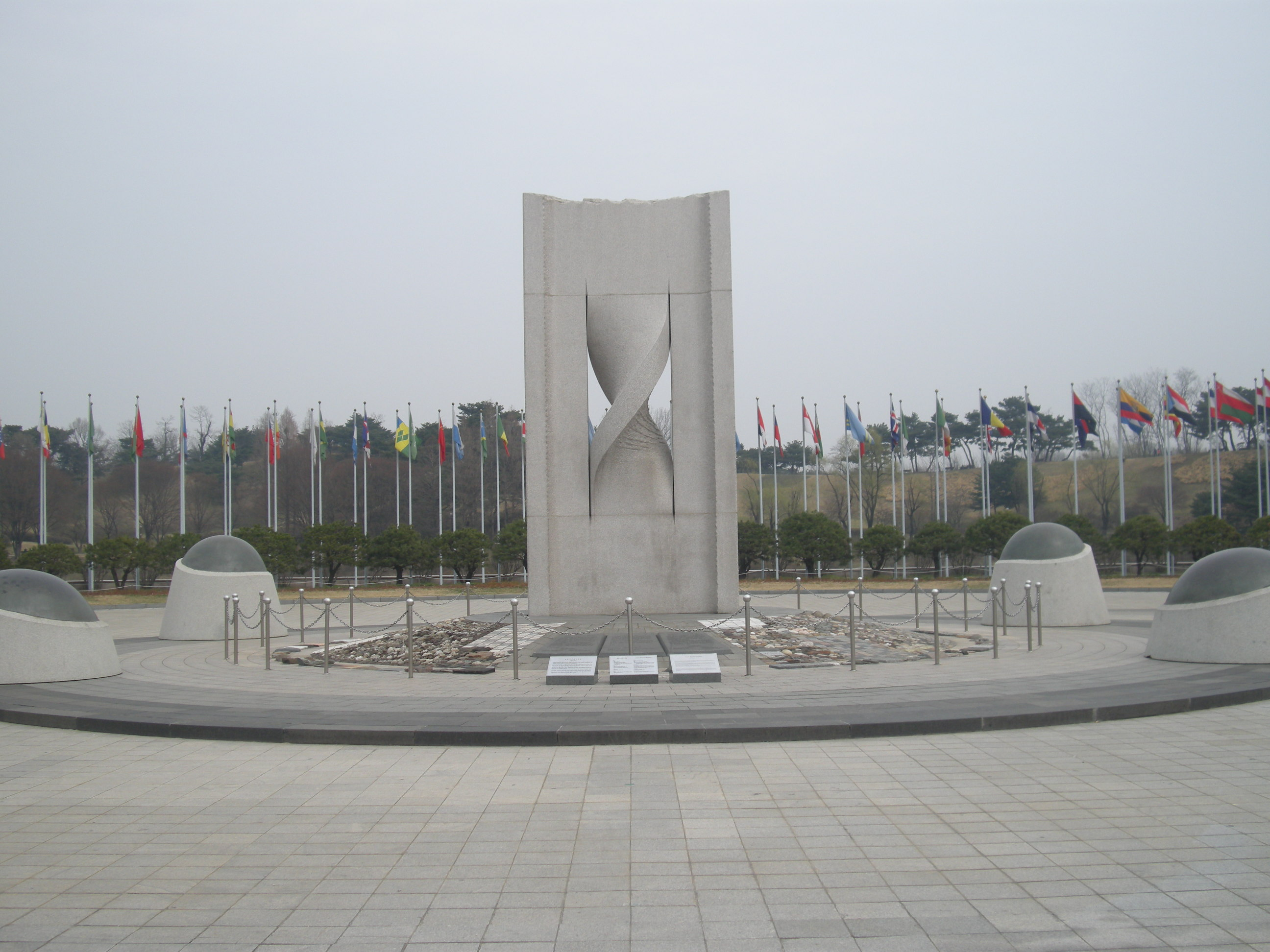
Quảng trường quốc kì
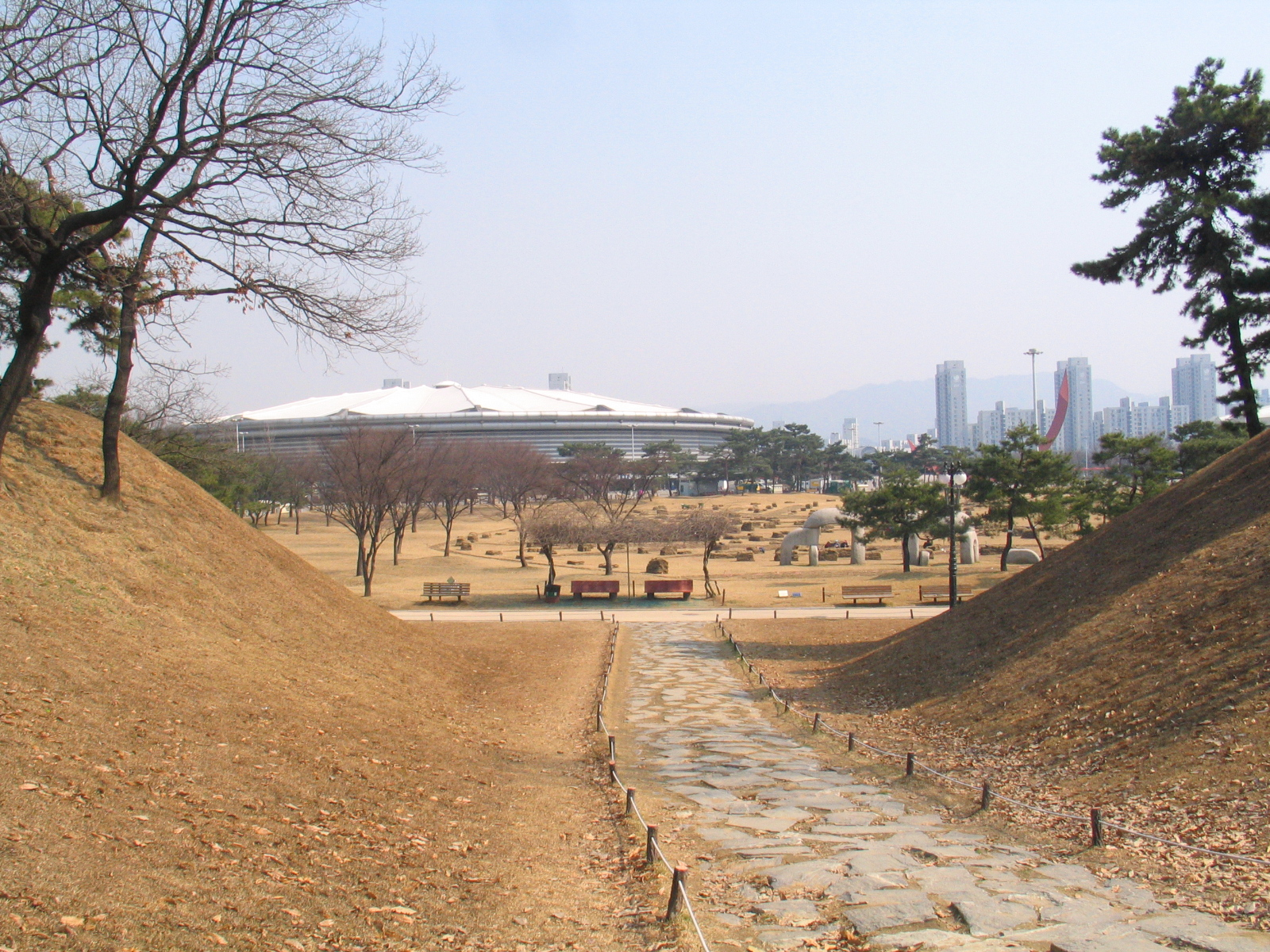
Tháng 3 năm 2004
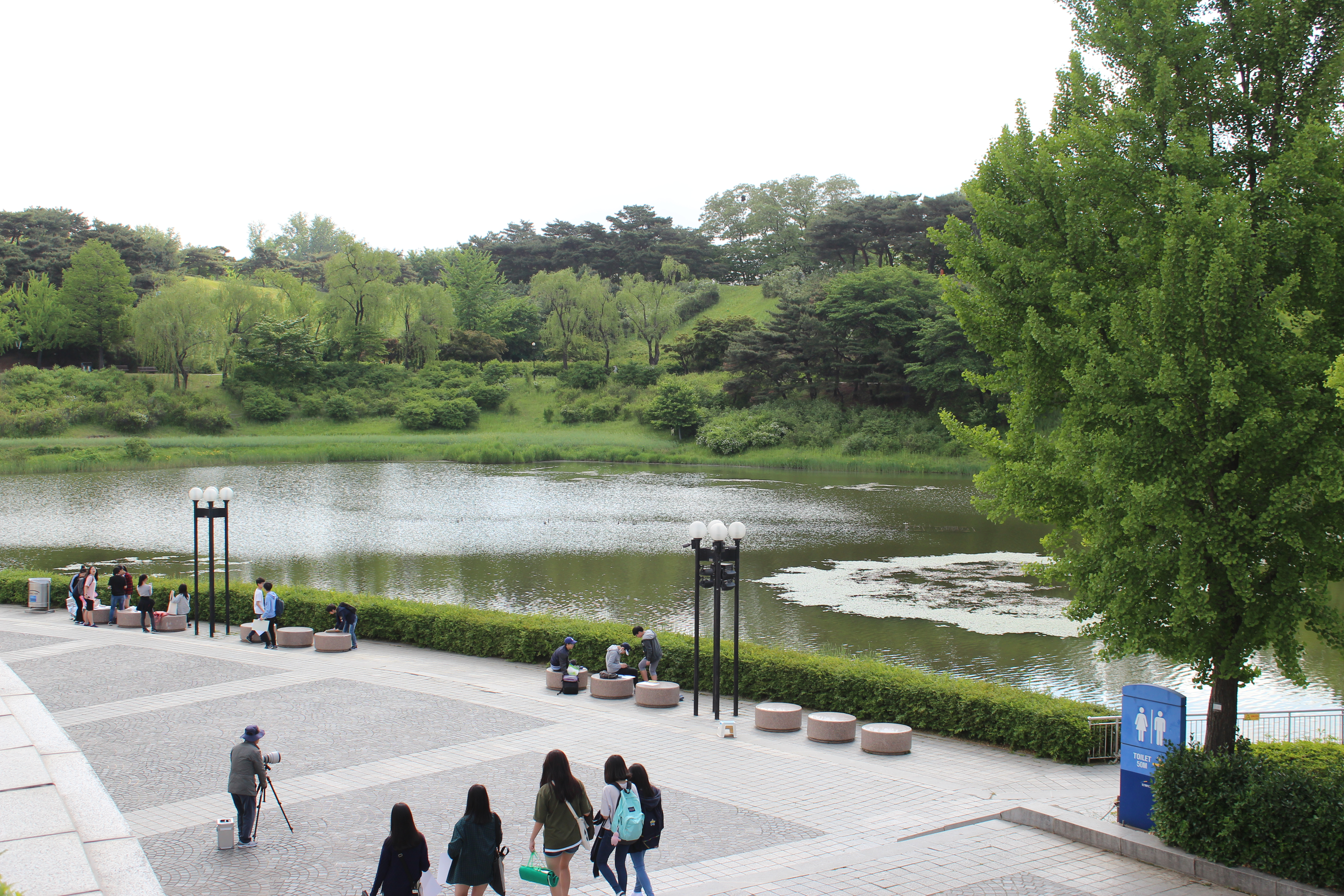
Hồ gần cổng hòa bình
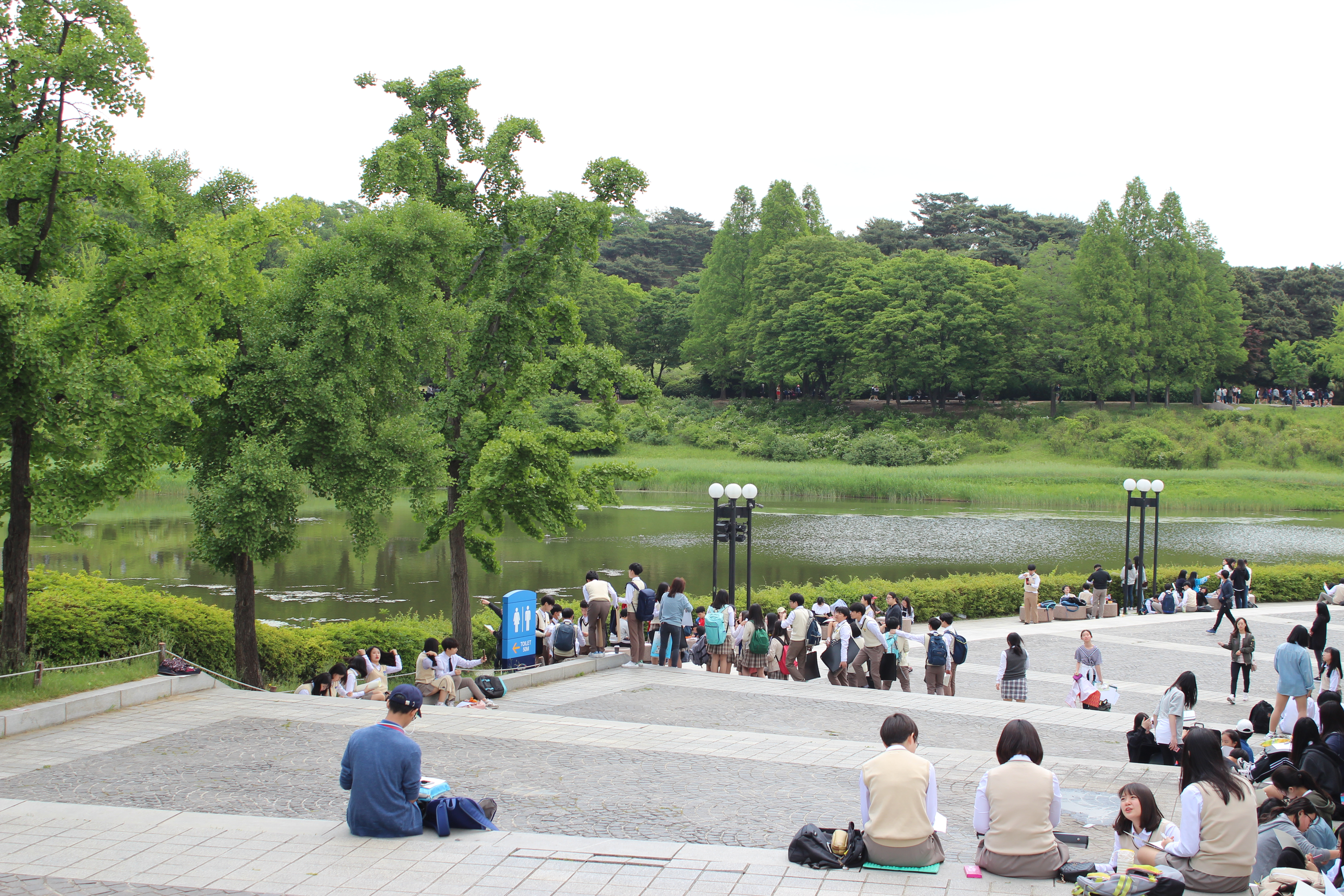
Hồ gần cổng hòa bình
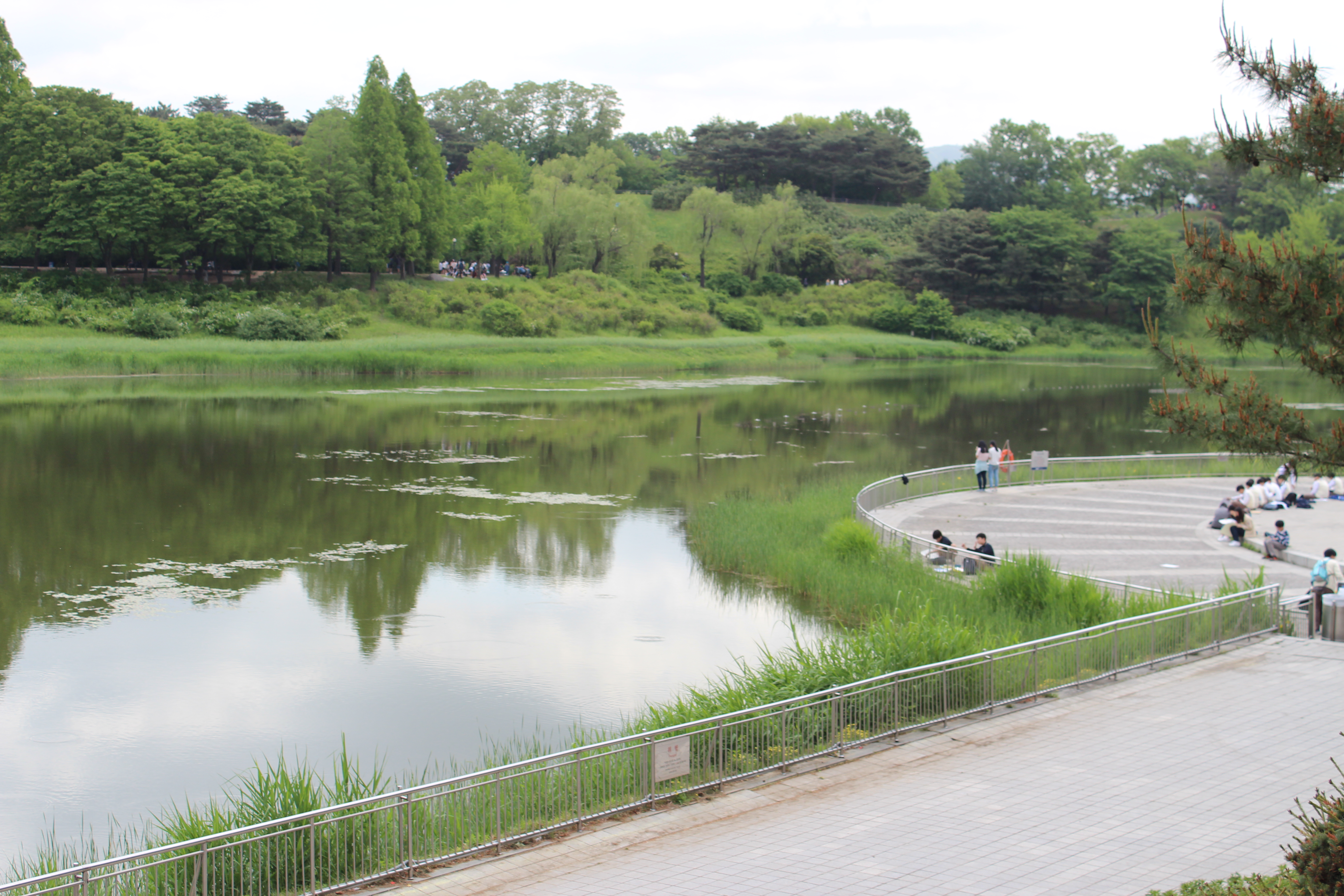
Hồ gần cổng hòa bình
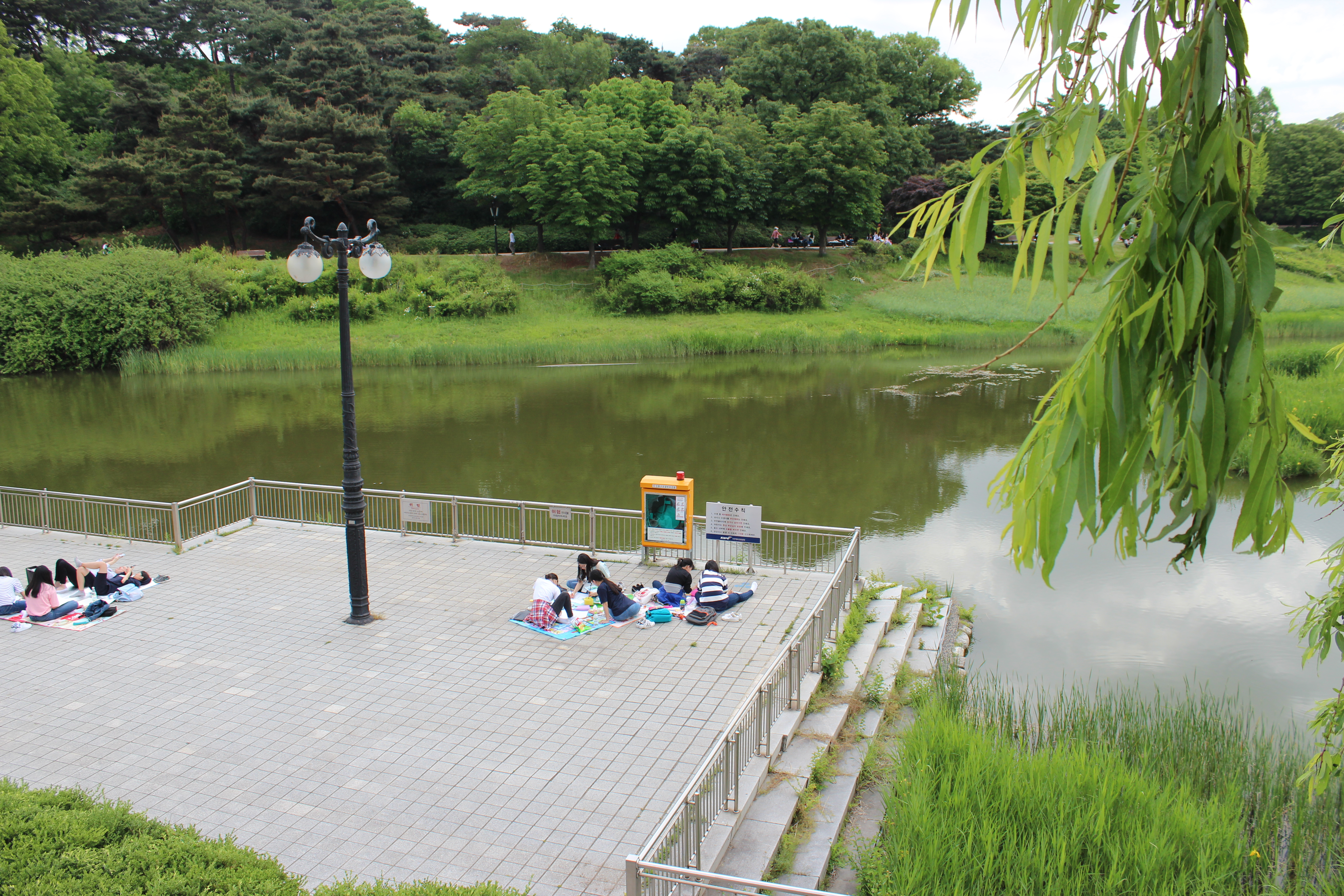
Hồ gần cổng hòa bình
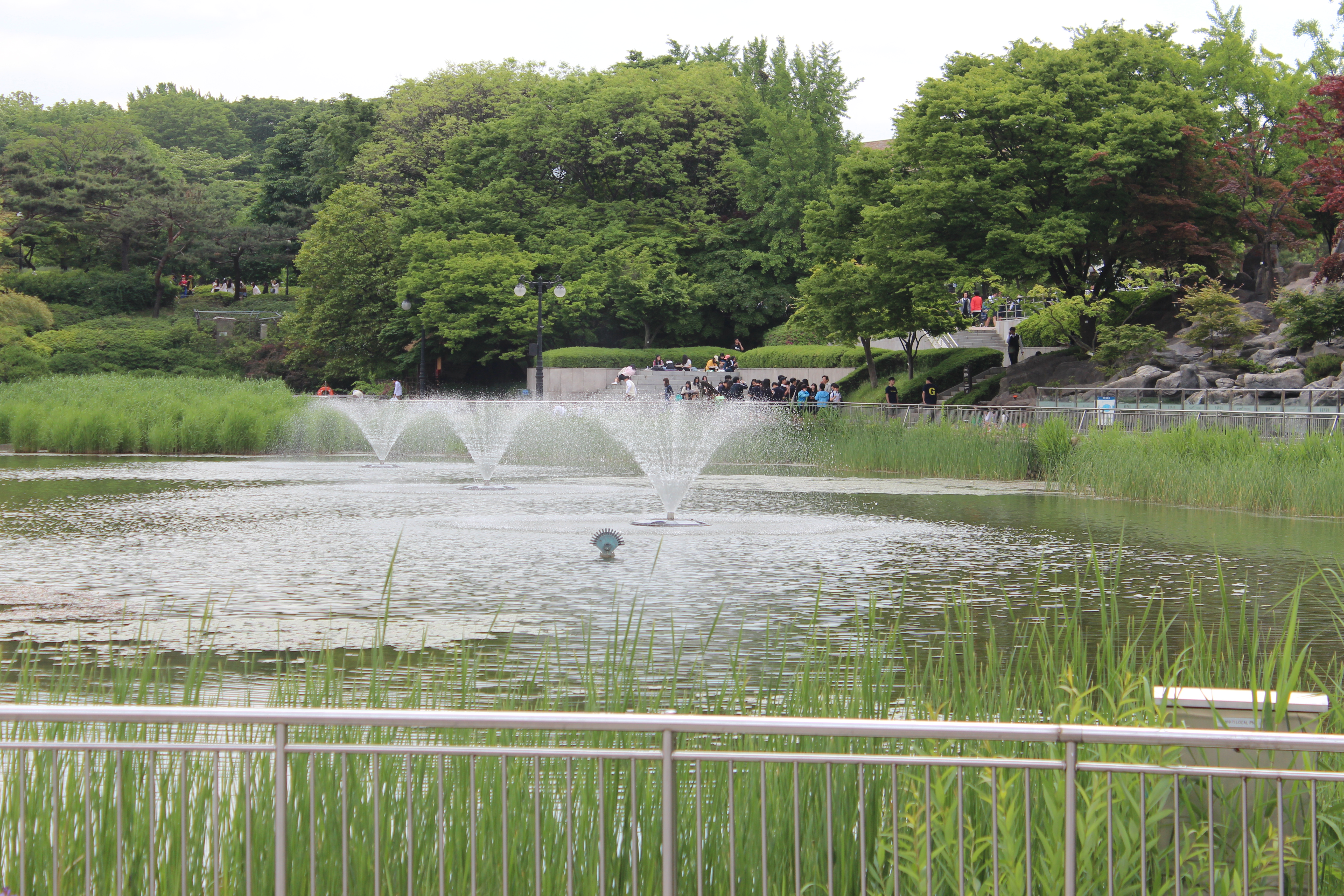
Hồ gần cổng hòa bình
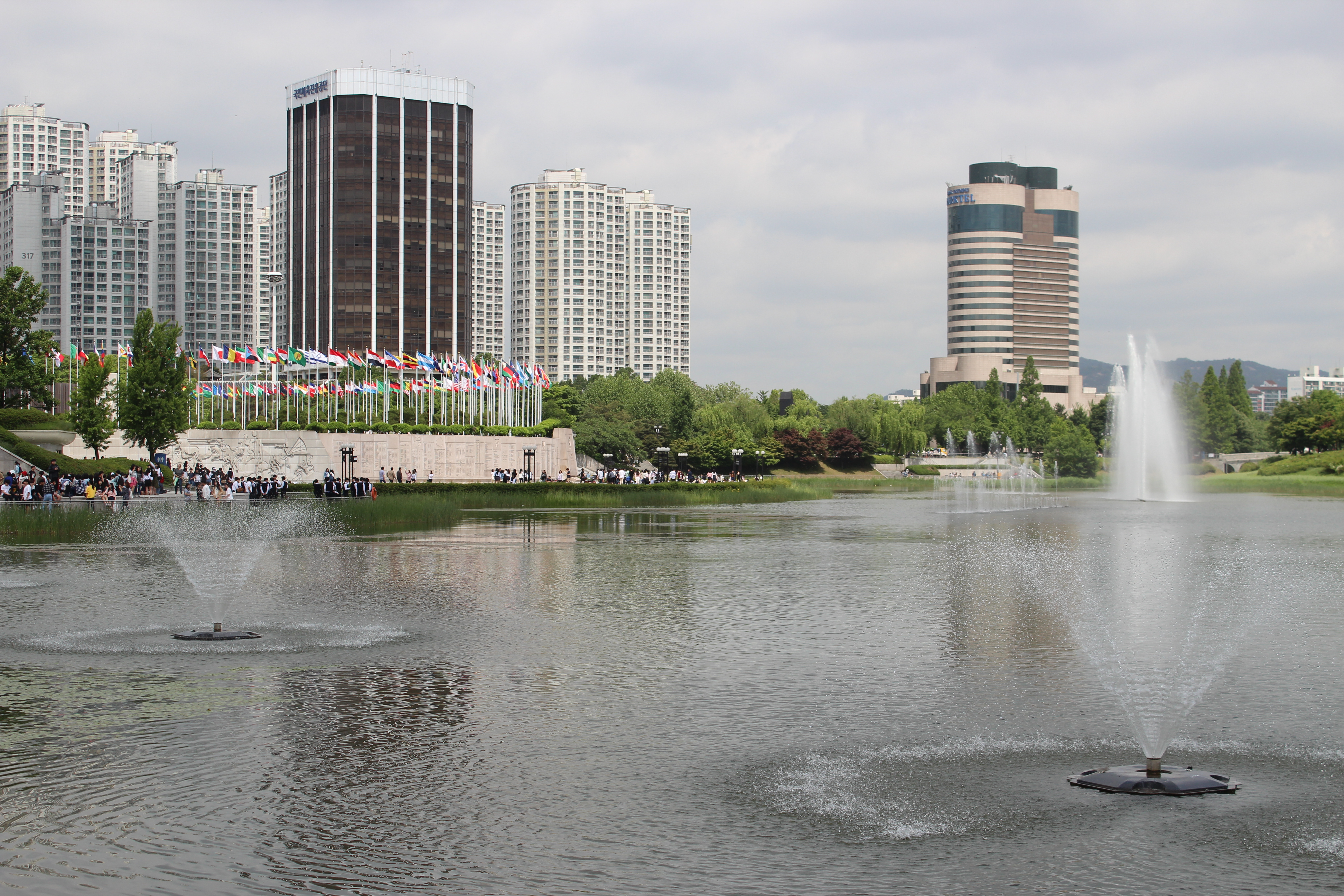
Hồ gần cổng hòa bình
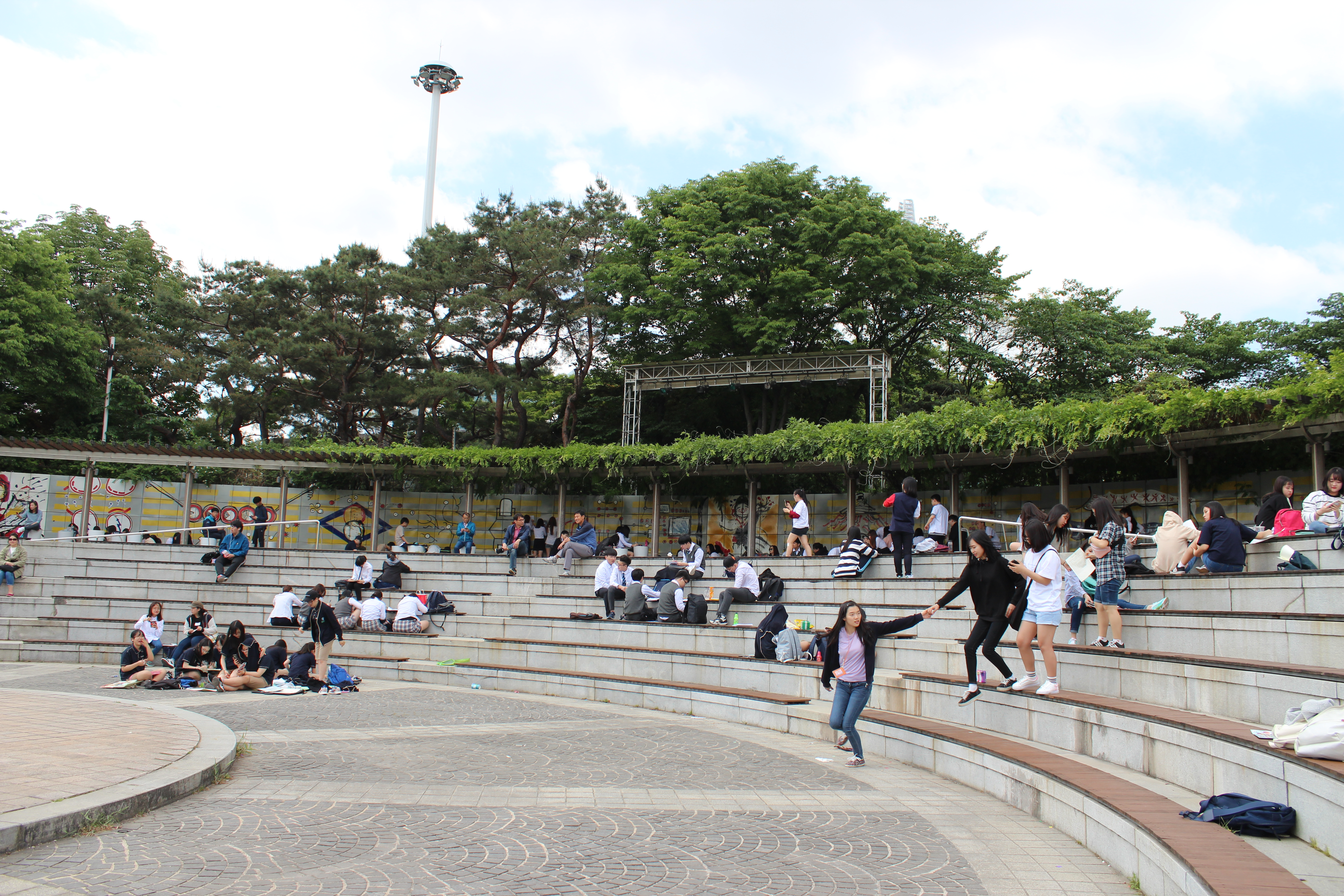
Lakeside Stage gần Cổng Hòa bình
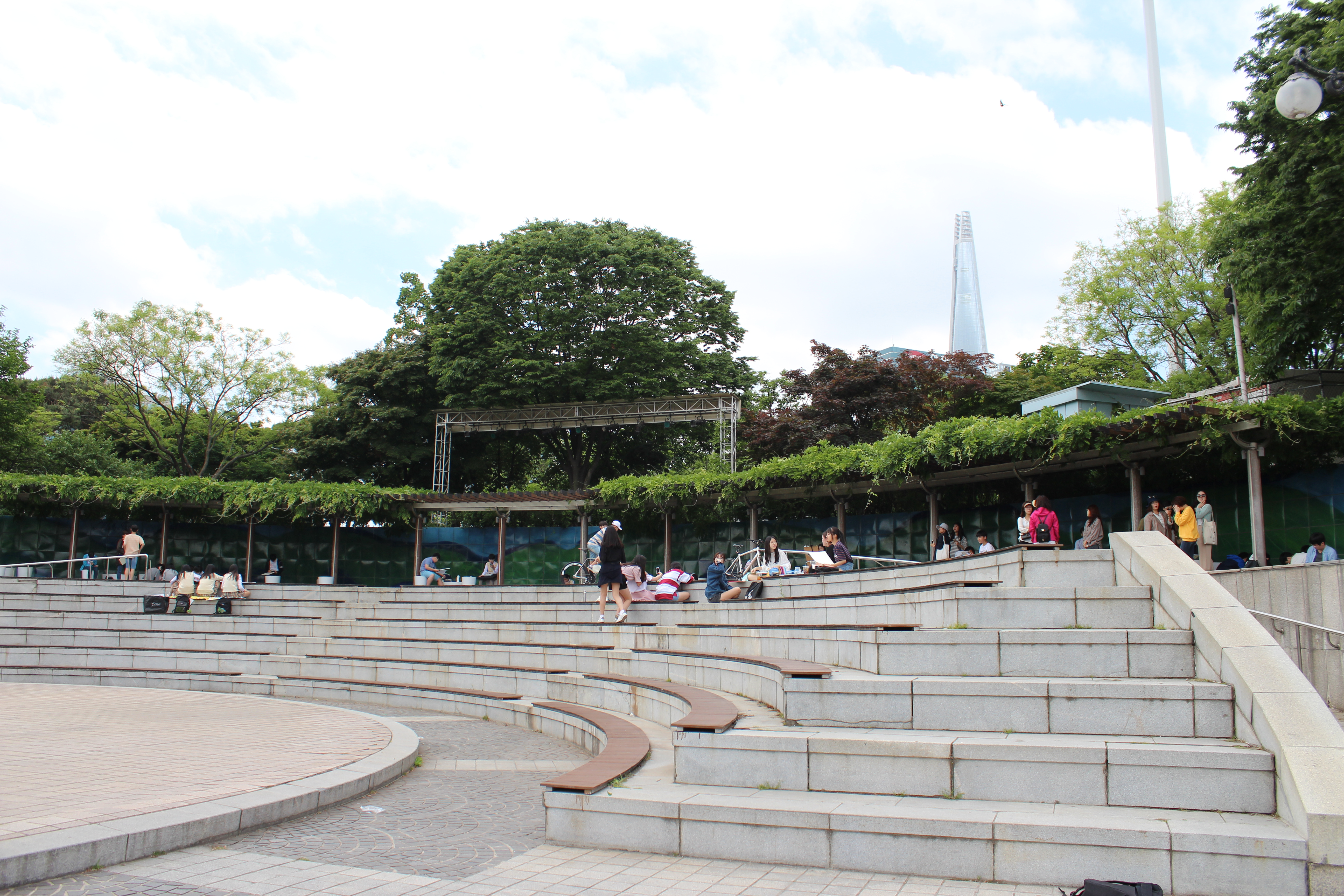
Lakeside Stage gần Cổng Hòa bình
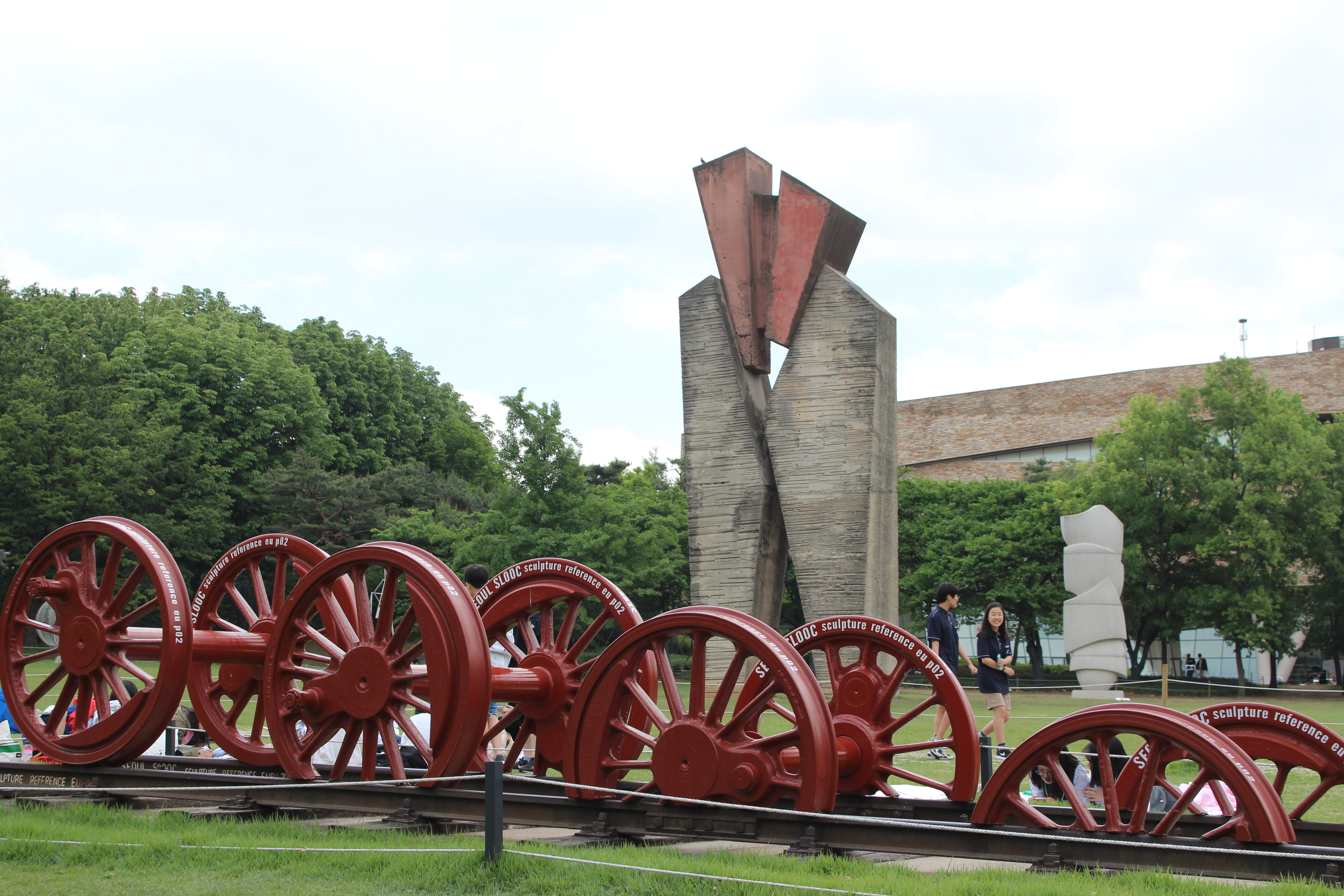
Tác phẩm nghệ thuật được lắp đặt gần hồ gần Cổng Hòa Bình
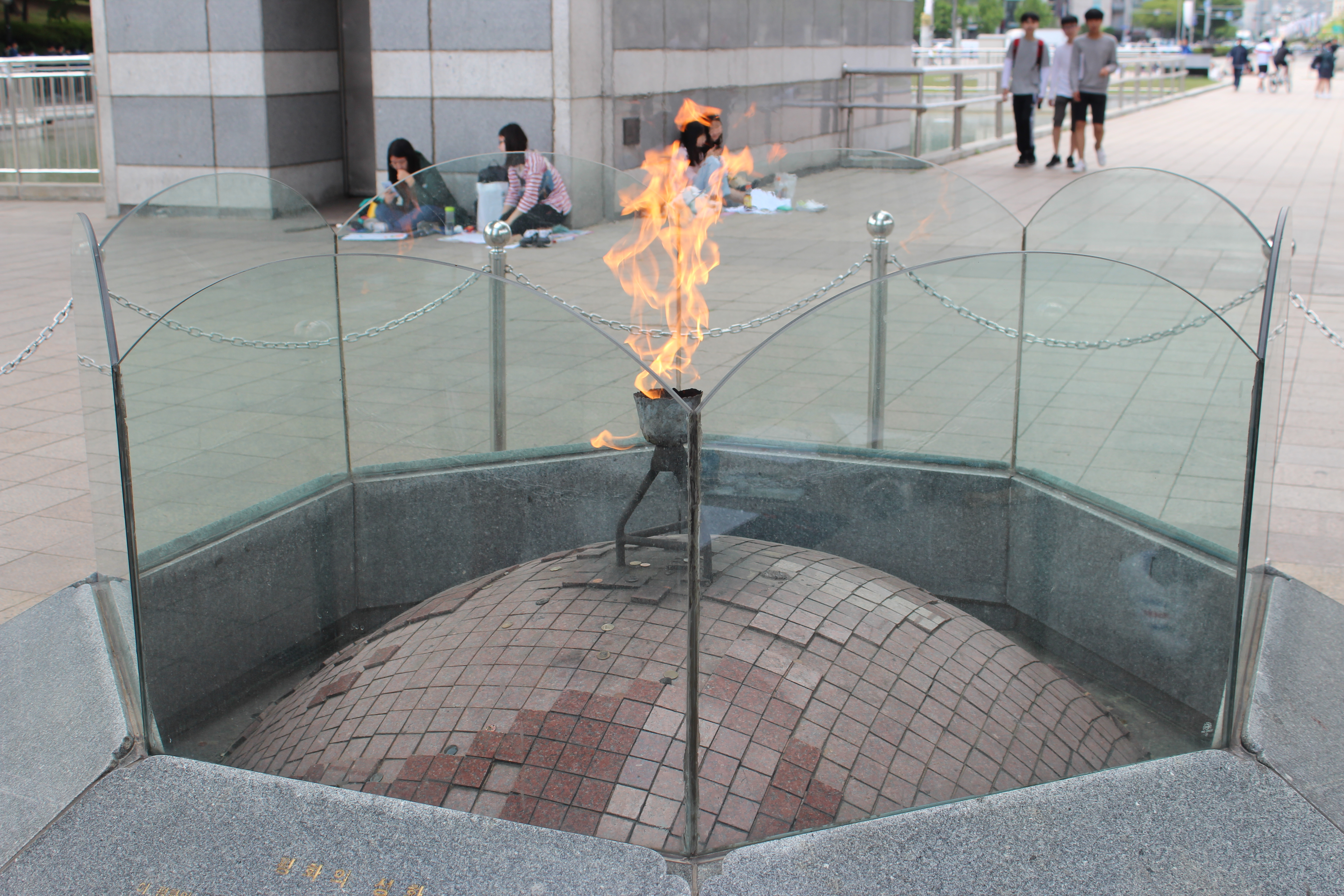
Ngọn đuốc luôn cháy ngay gần Cổng Hòa bình
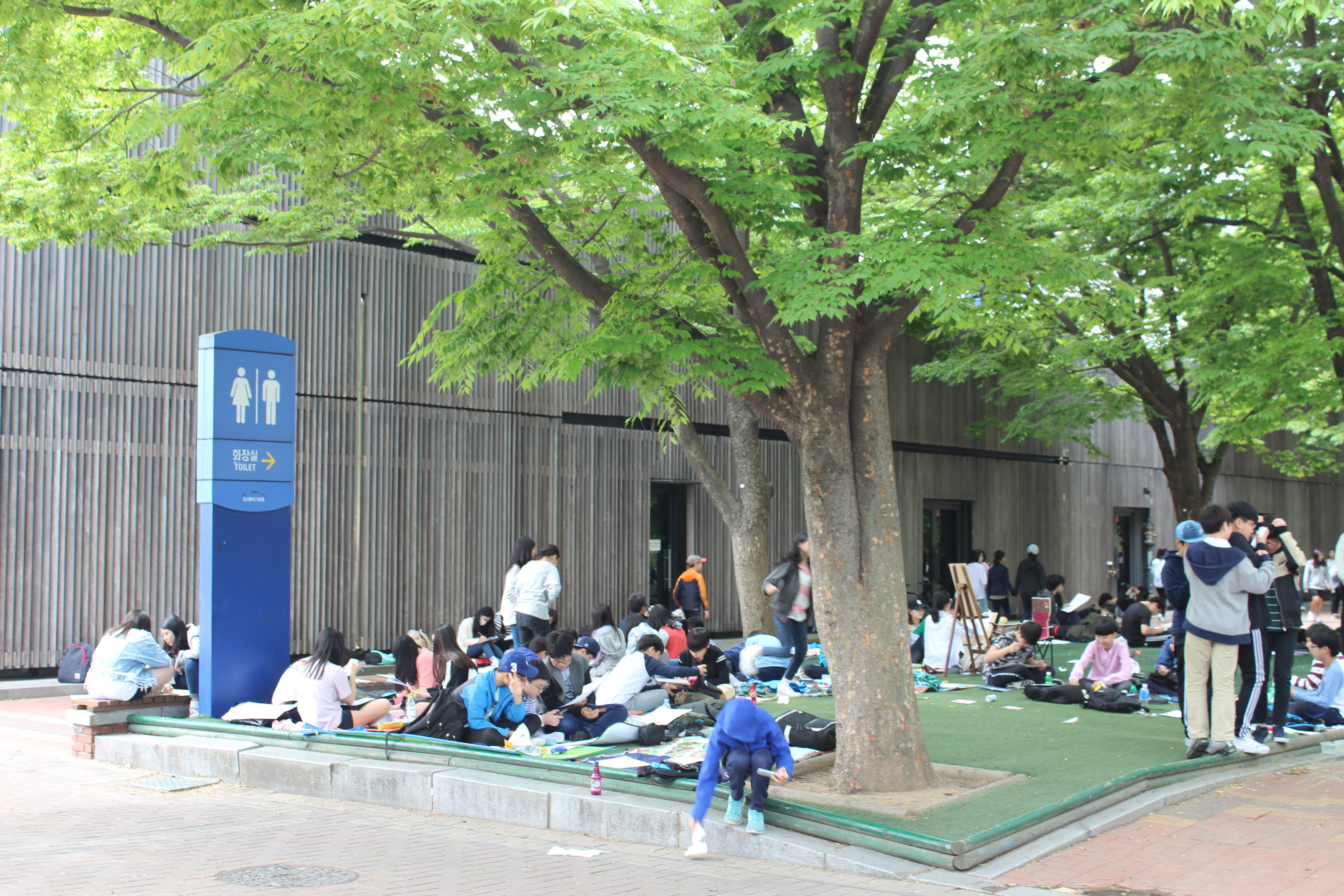
Phòng vệ sinh được lắp đặt gần Quảng trường Cổng Hòa bình
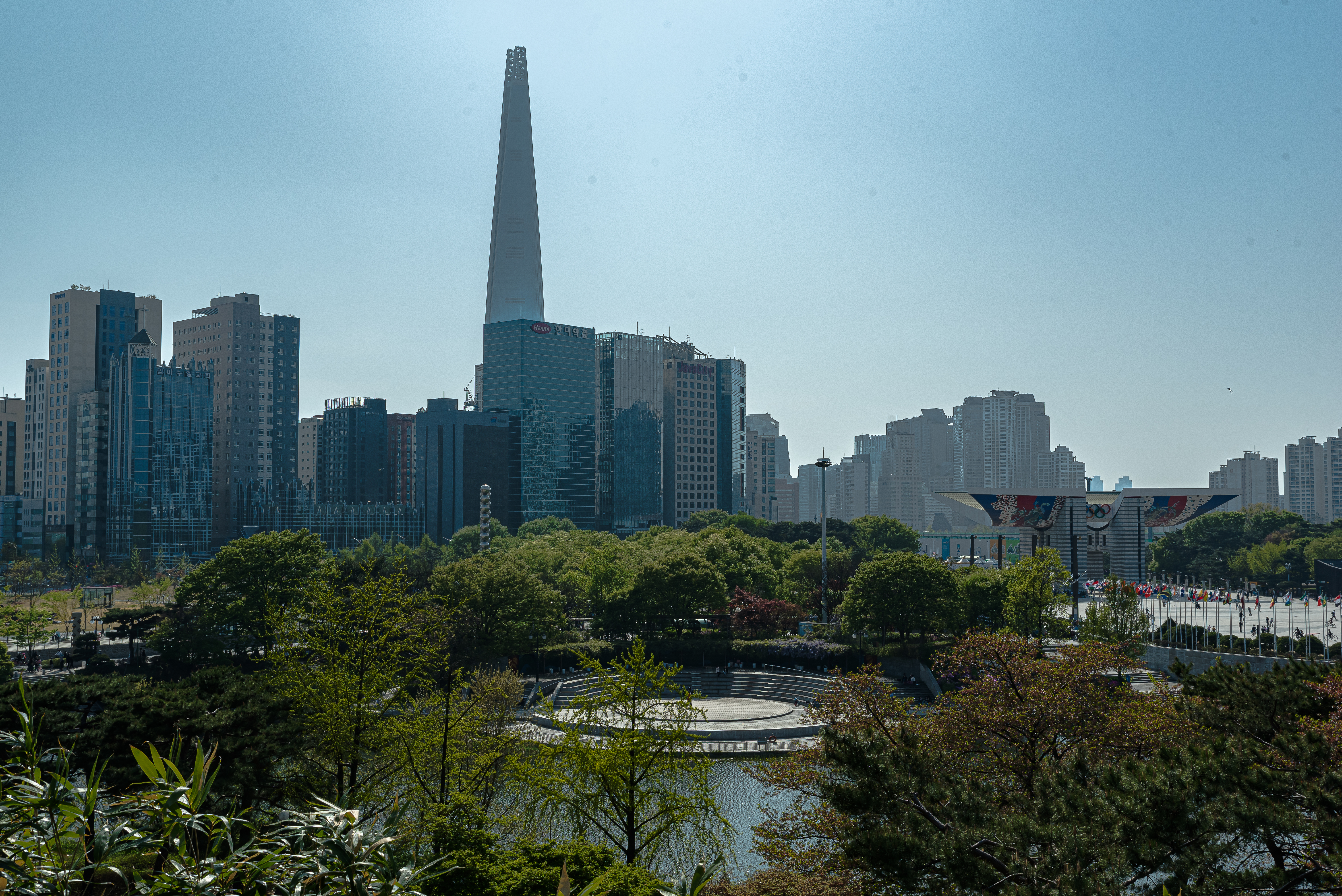
Cổng hòa bình và Tháp Lotte World

Cơ sở picnic
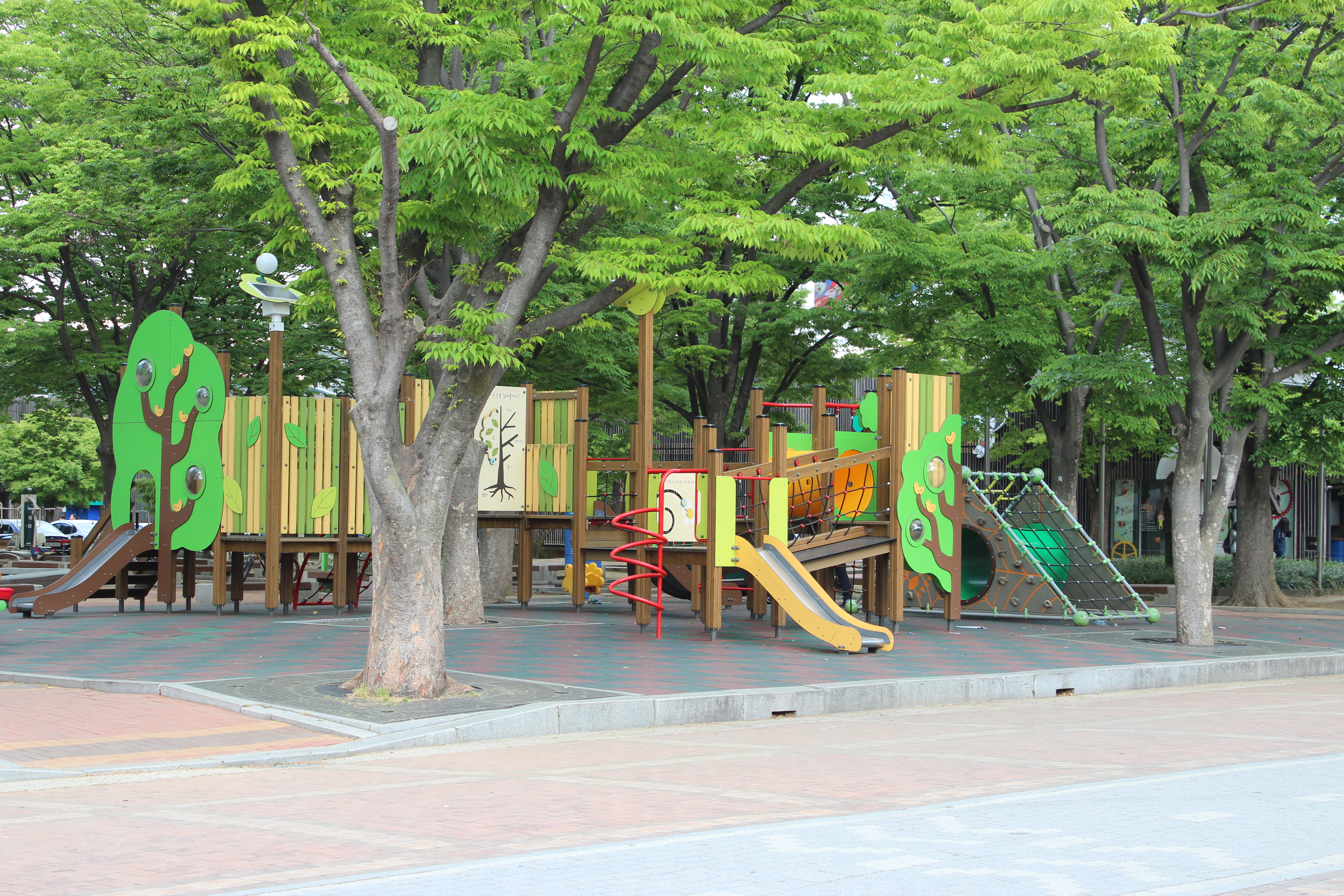
Khu dã ngoại gần Cổng Hòa bình
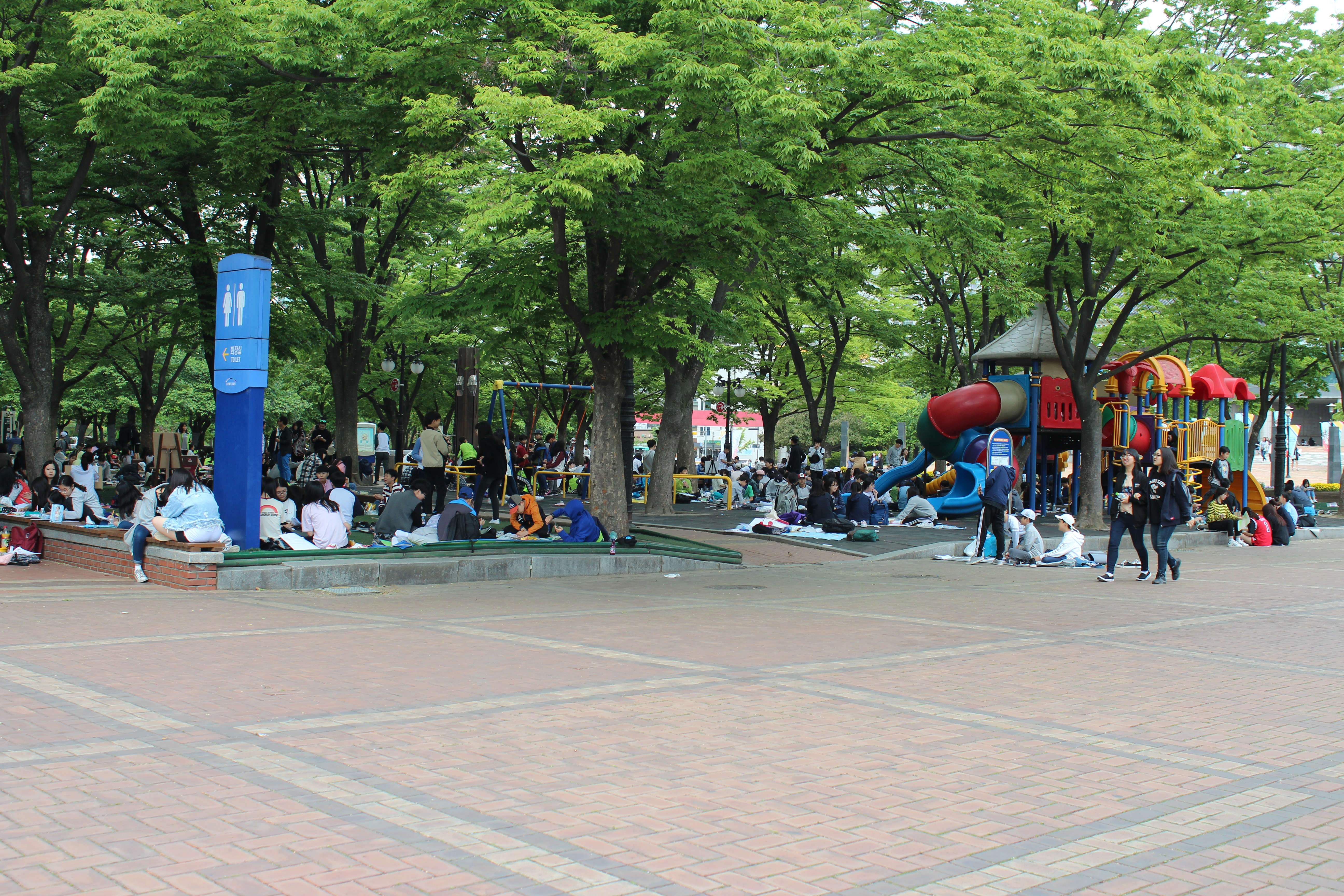
Khu dã ngoại gần Cổng Hòa bình
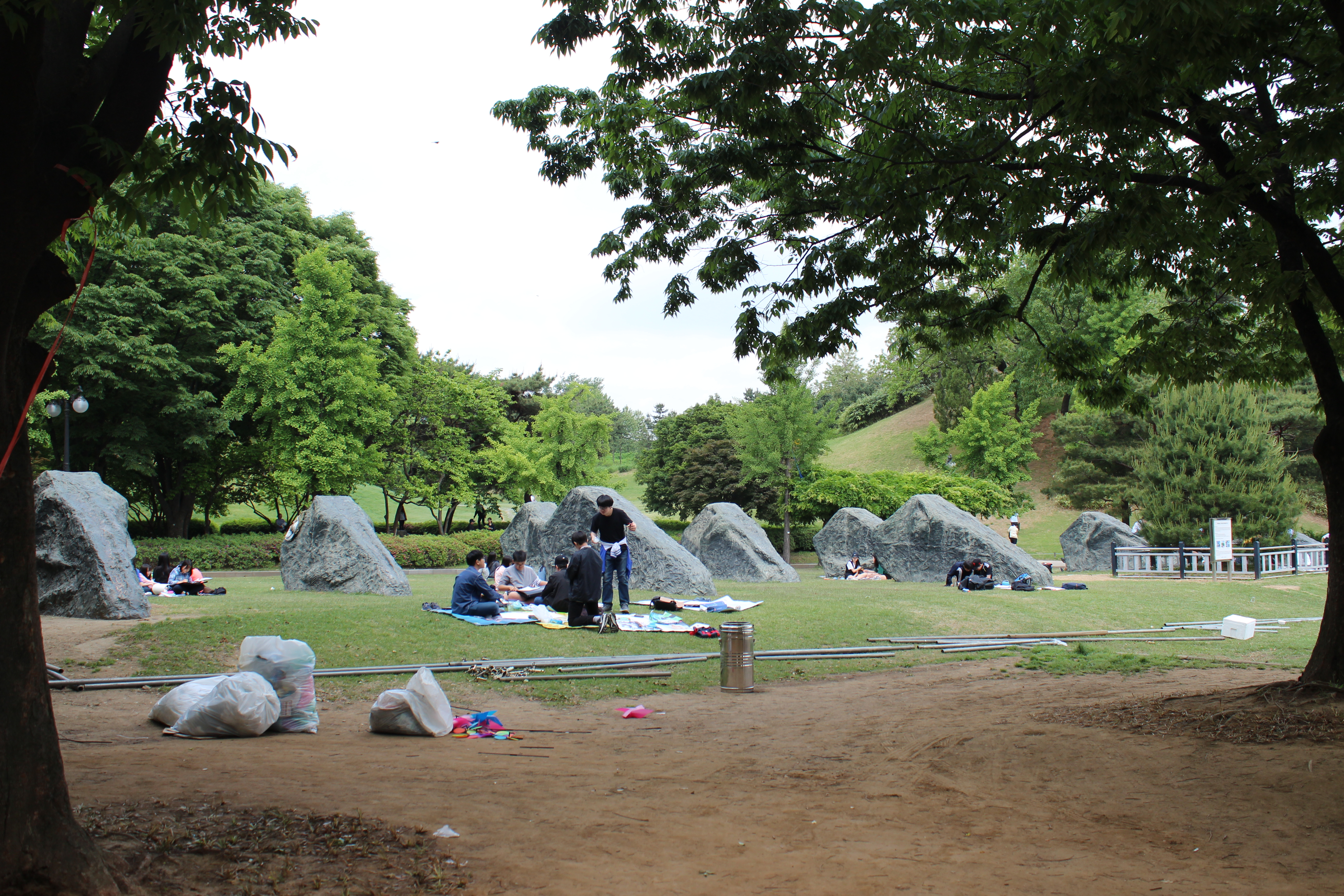
Khu dã ngoại trong công viên Olympic
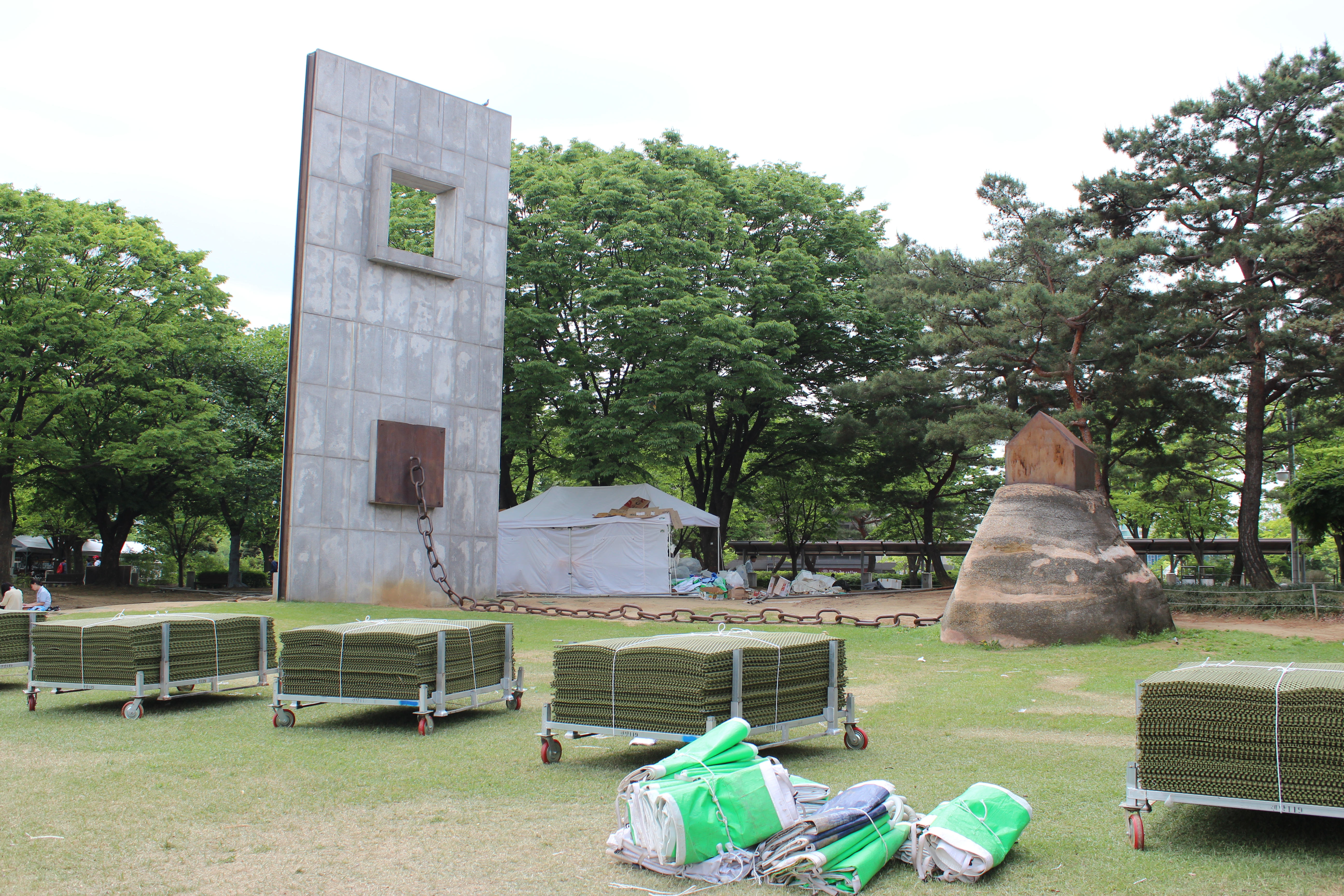
Khu dã ngoại trong công viên Olympic
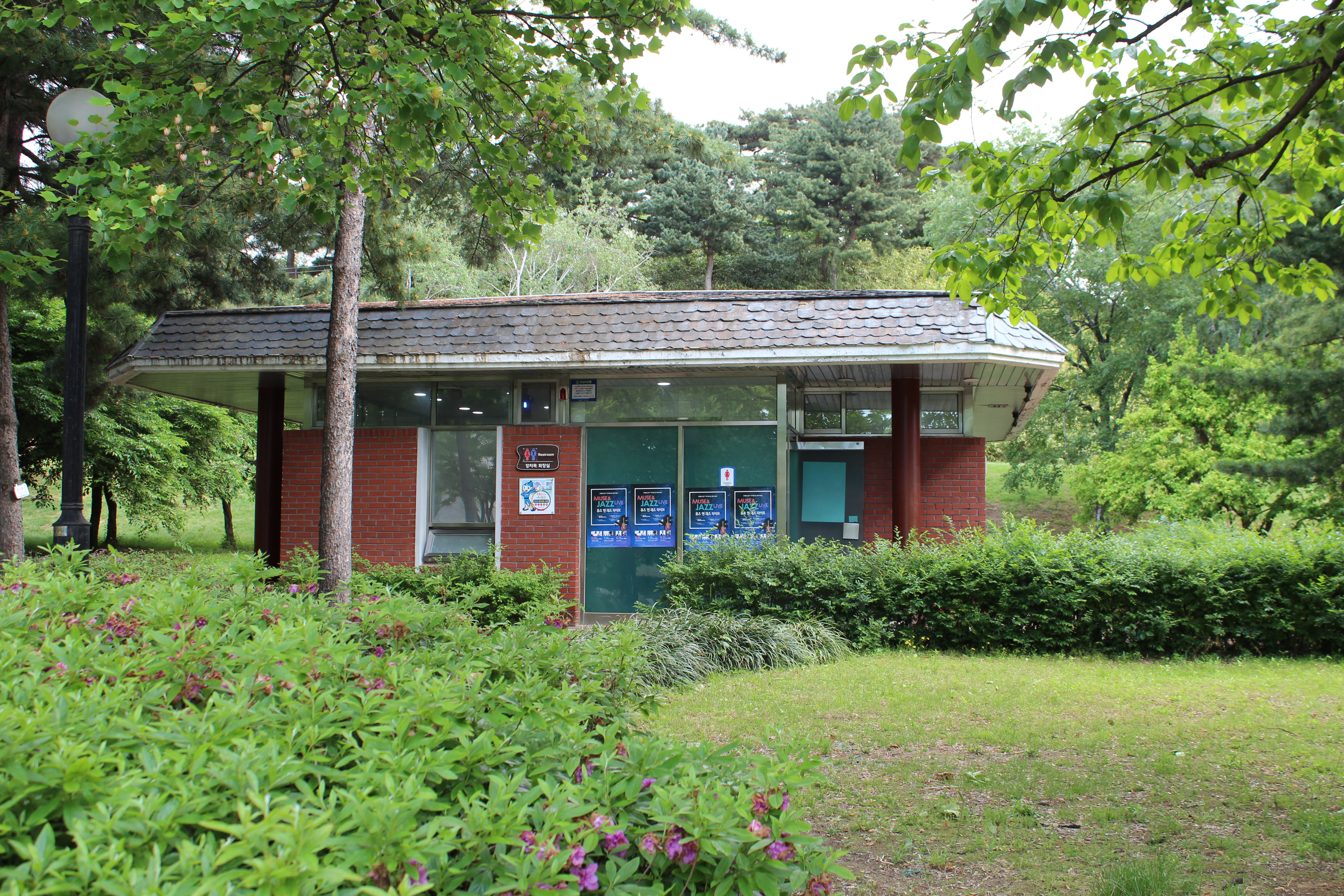
Nhà vệ sinh được lắp đặt gần khu dã ngoại Công viên Olympic
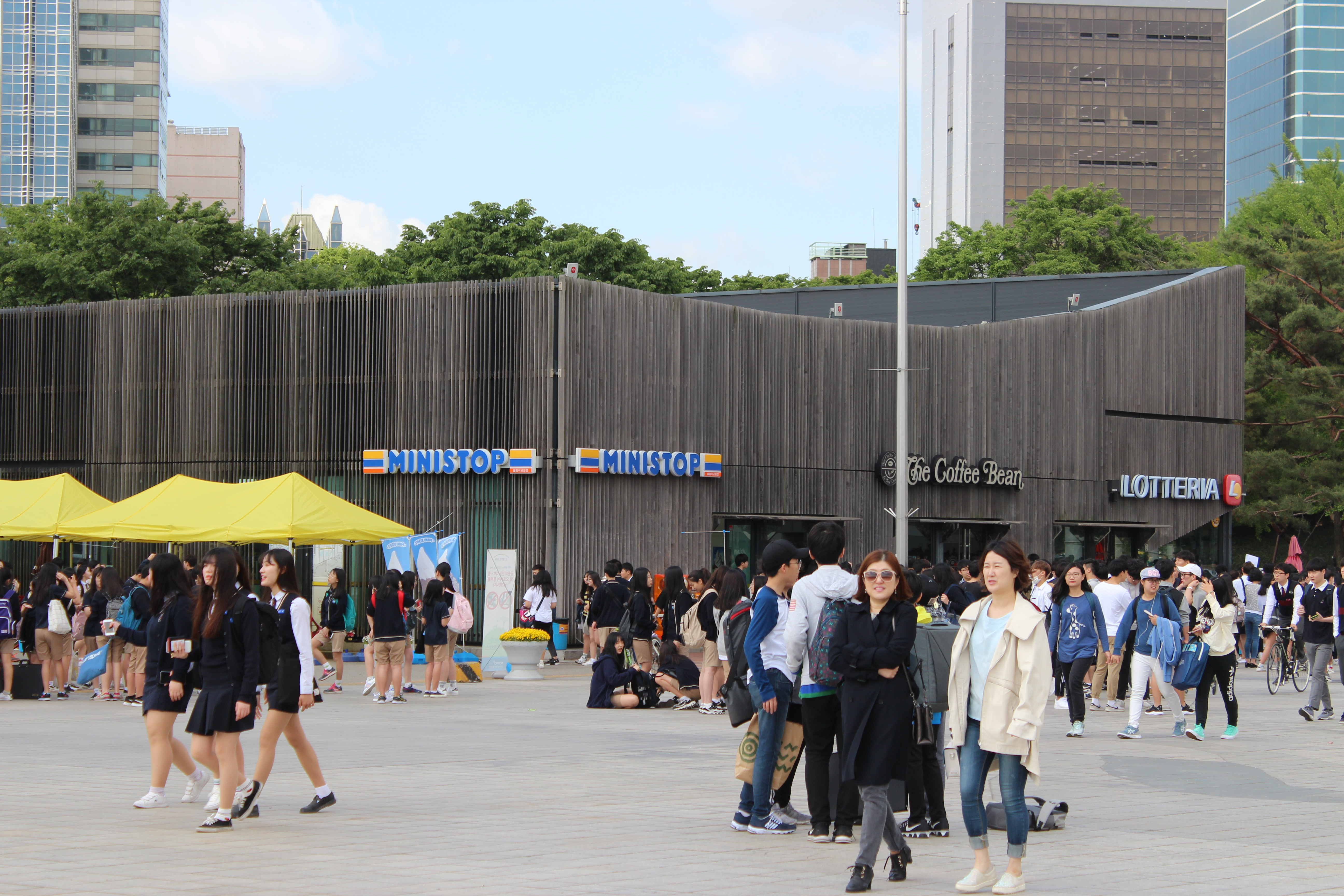
Một ki-ốt gần Cổng Hòa bình
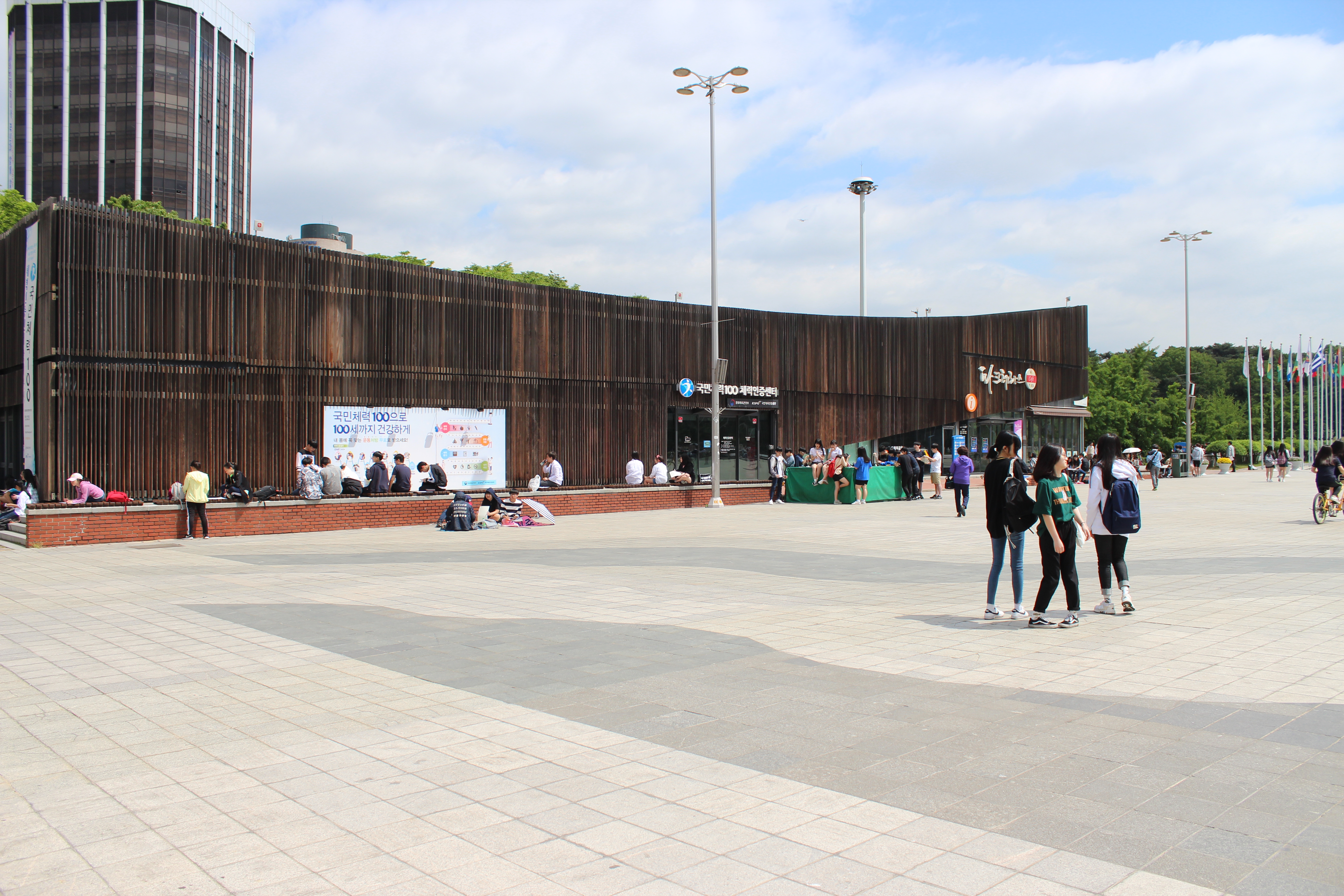
Một ki-ốt gần Cổng Hòa bình
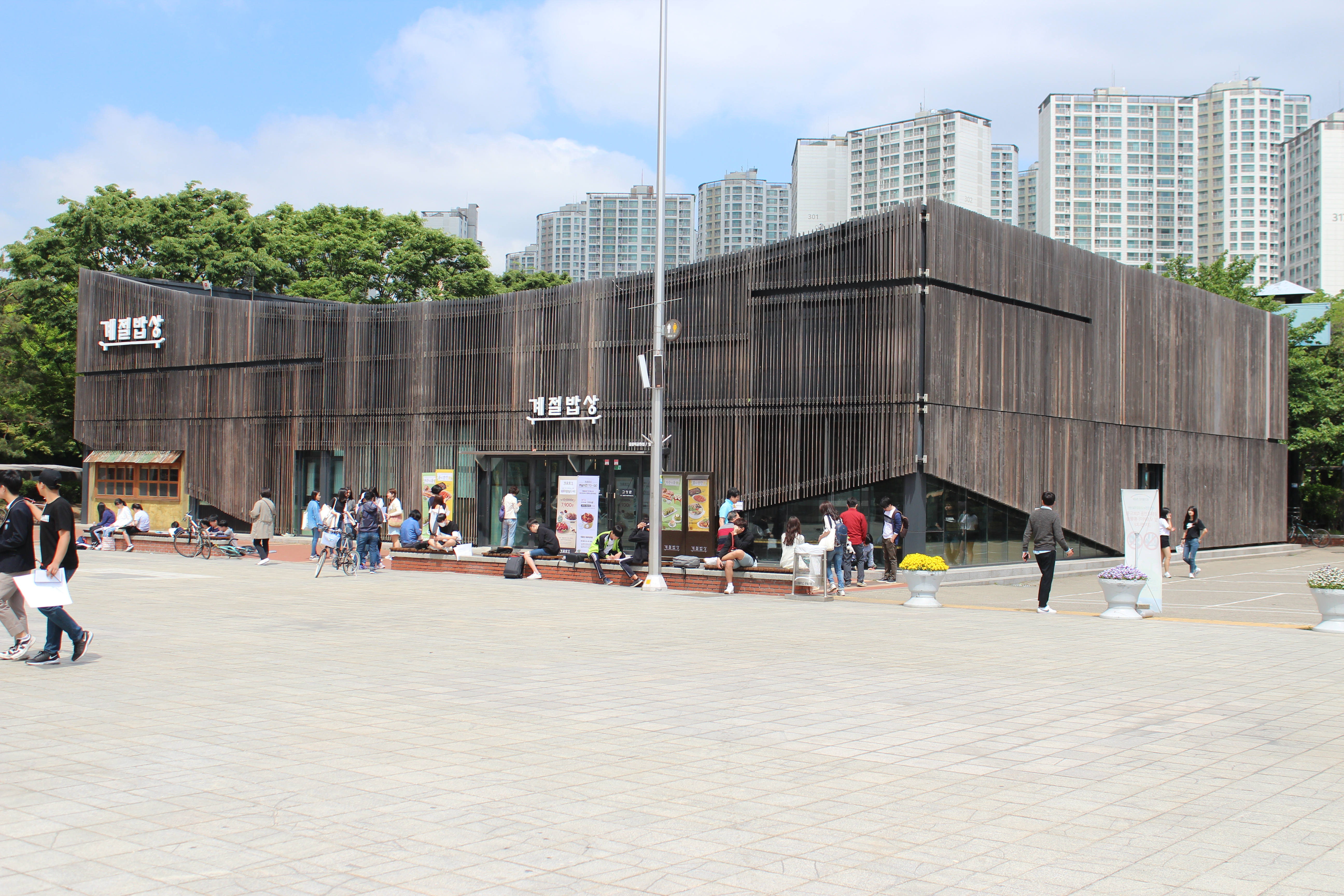
Một ki-ốt gần Cổng Hòa bình
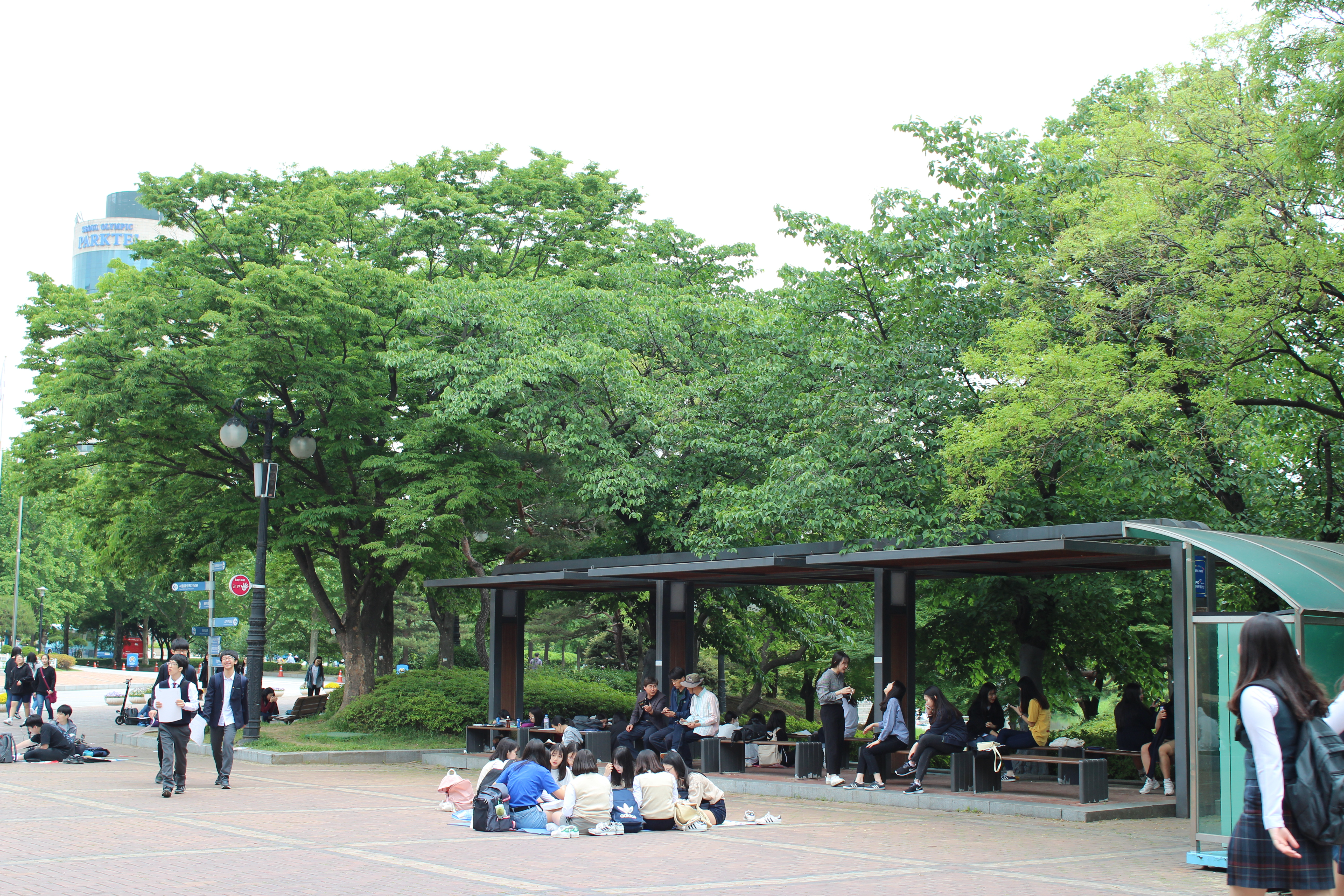
Một băng ghế được lắp đặt gần Cổng Hòa bình

Tác phẩm nghệ thuật và các cơ sở khác
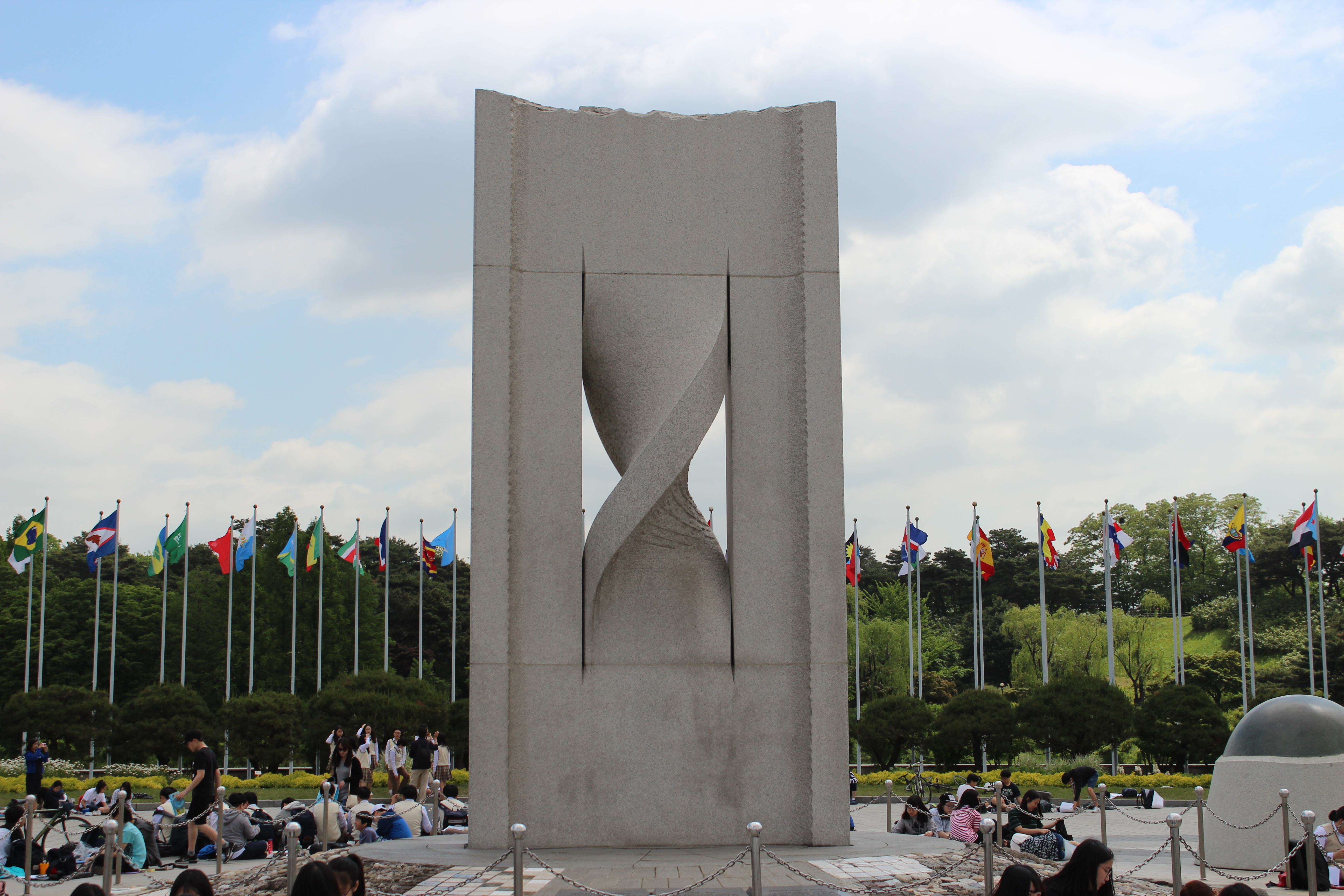
Tác phẩm nghệ thuật gần Cổng Hòa Bình
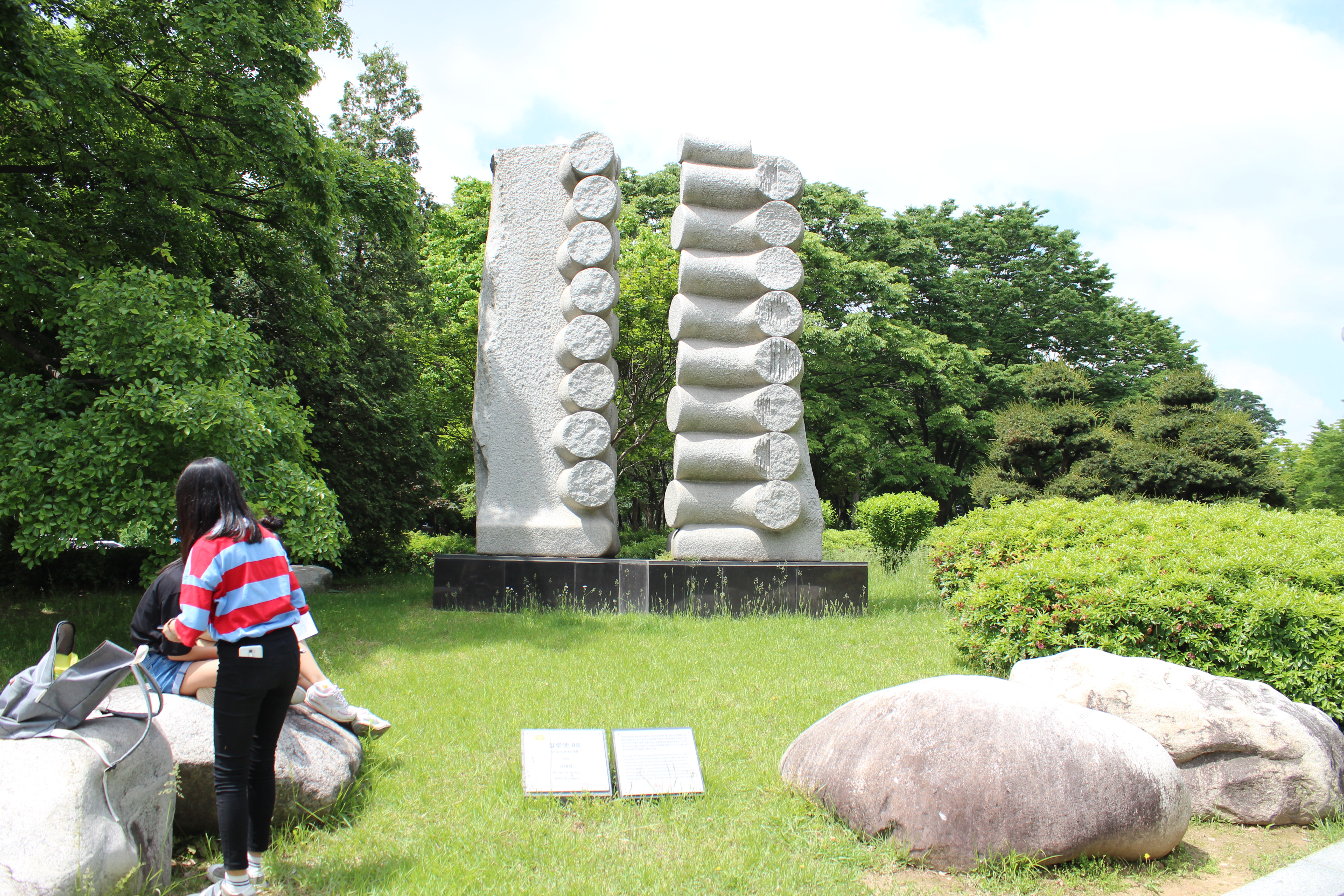
Tác phẩm nghệ thuật sắp đặt trên bãi cỏ trong Công viên Olympic
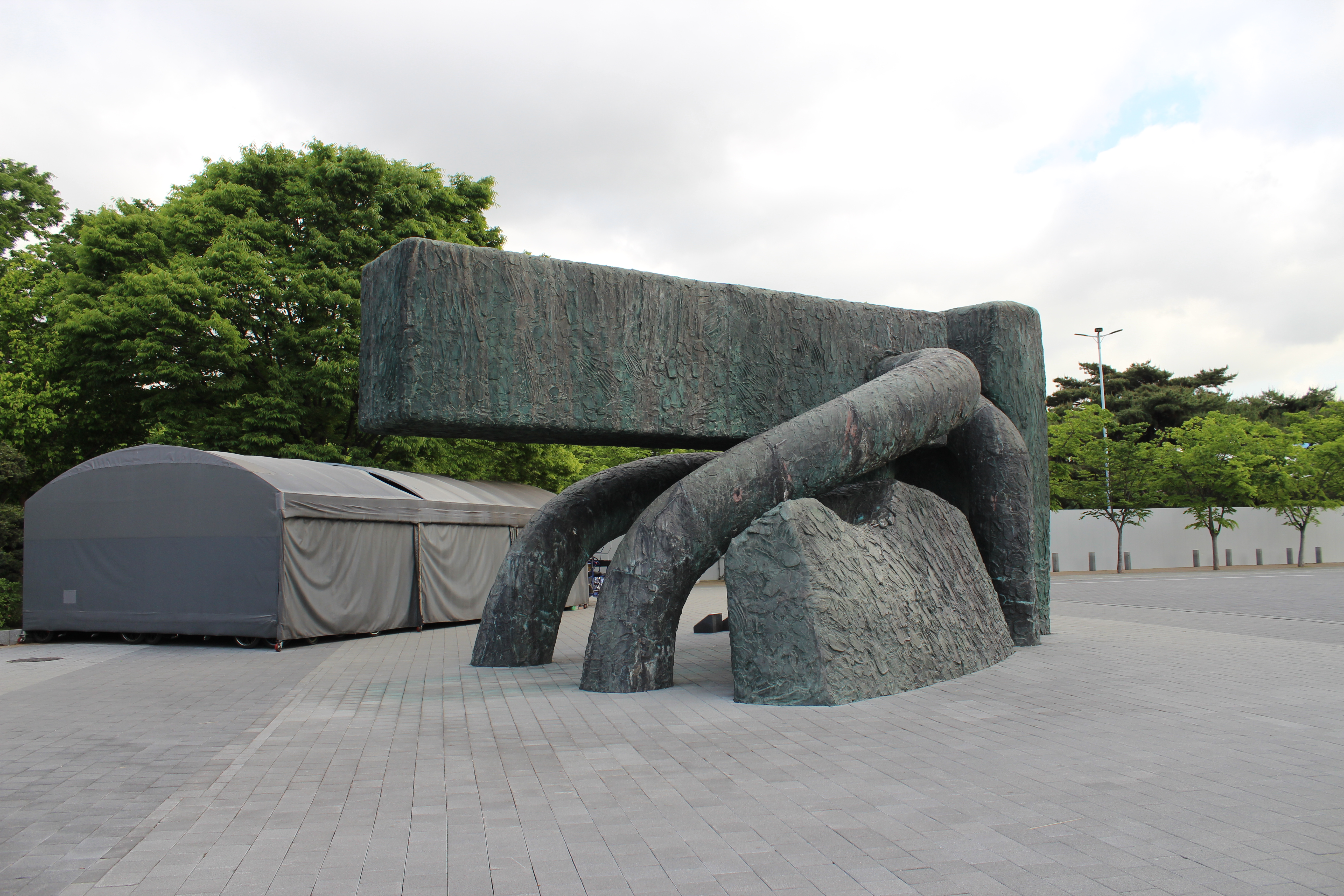
Tác phẩm nghệ thuật được lắp đặt tại Công viên Olympic
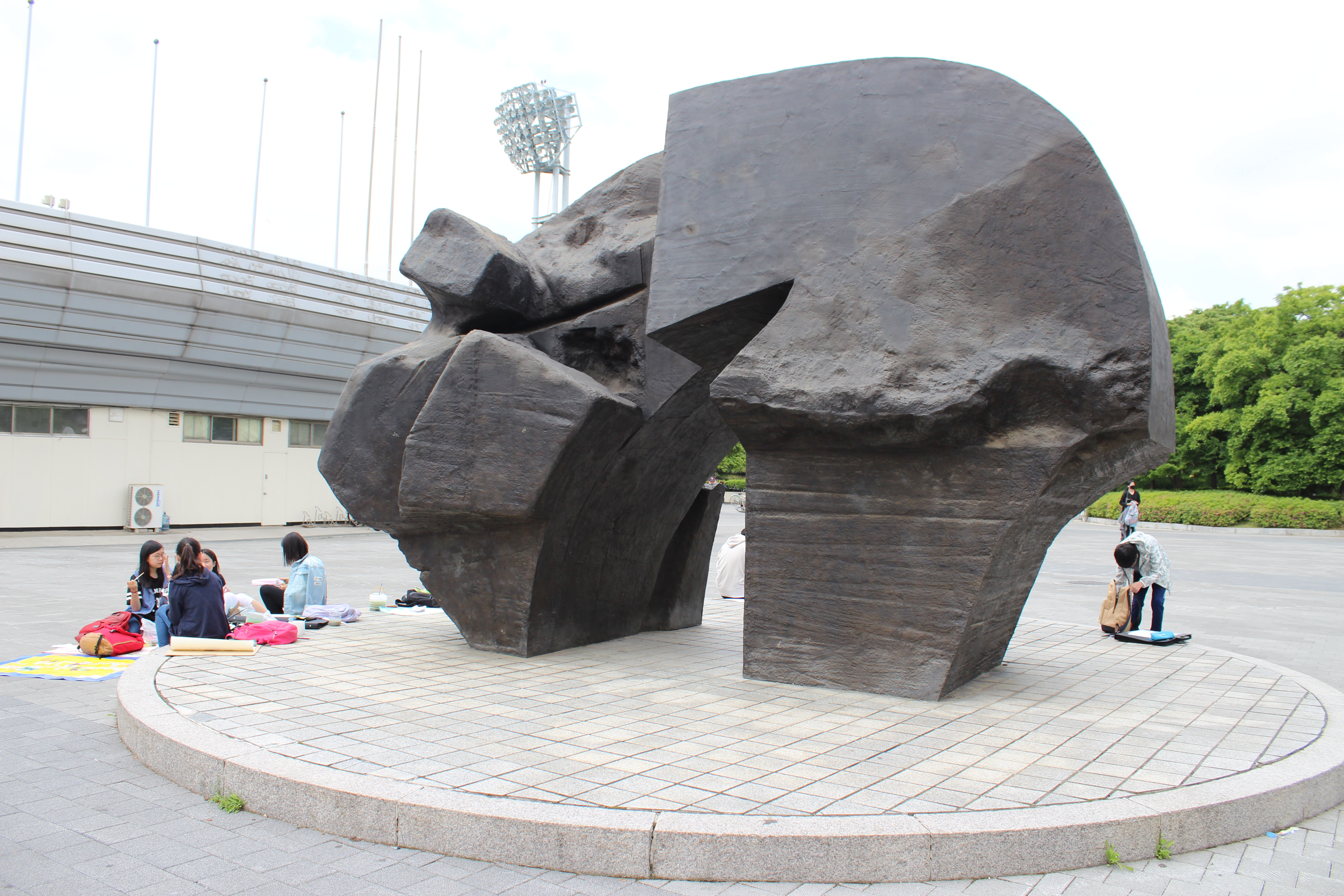
Tác phẩm nghệ thuật được lắp đặt tại Công viên Olympic
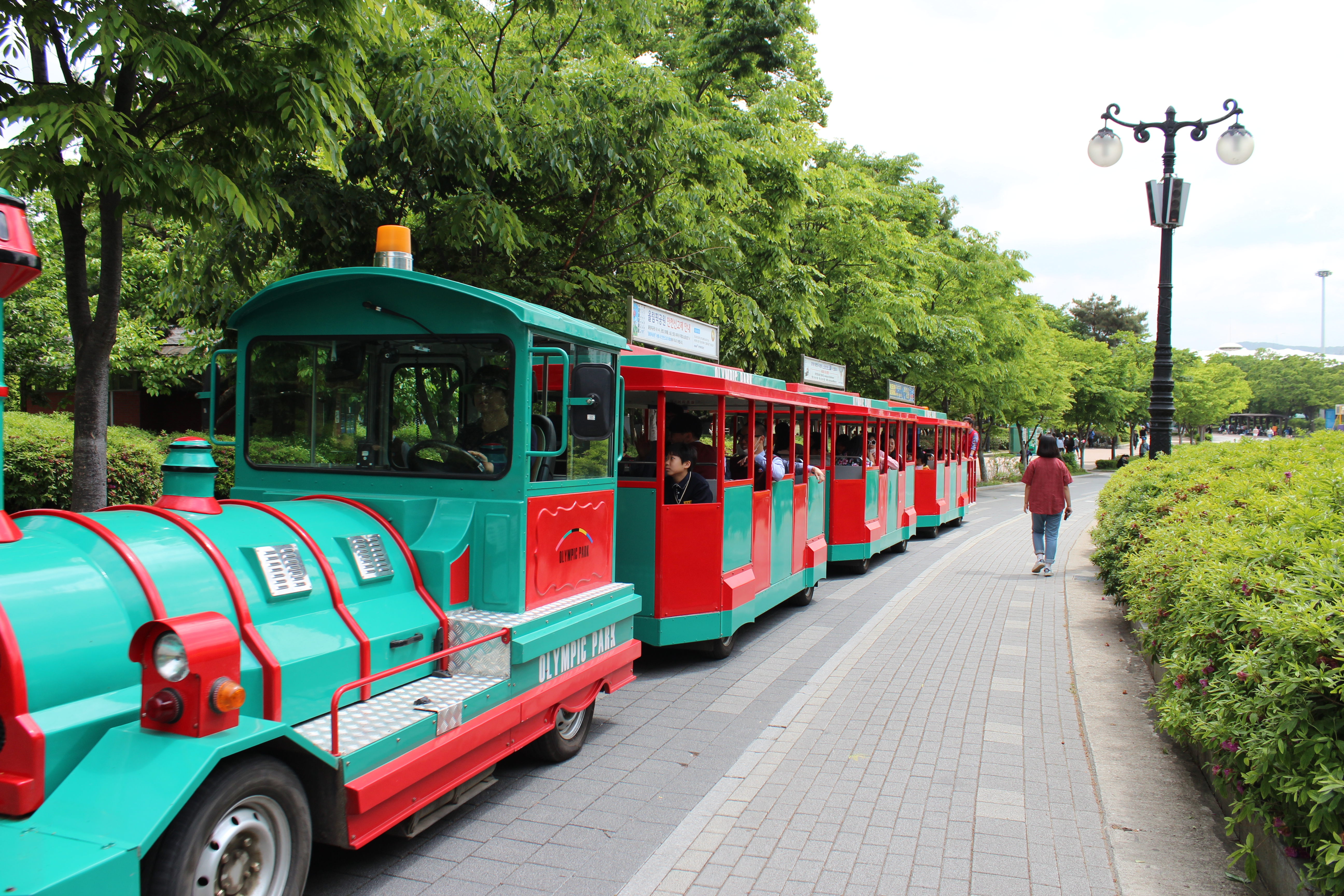
Tàu Hodori đang hoạt động

Đường đến Mongchontoseong
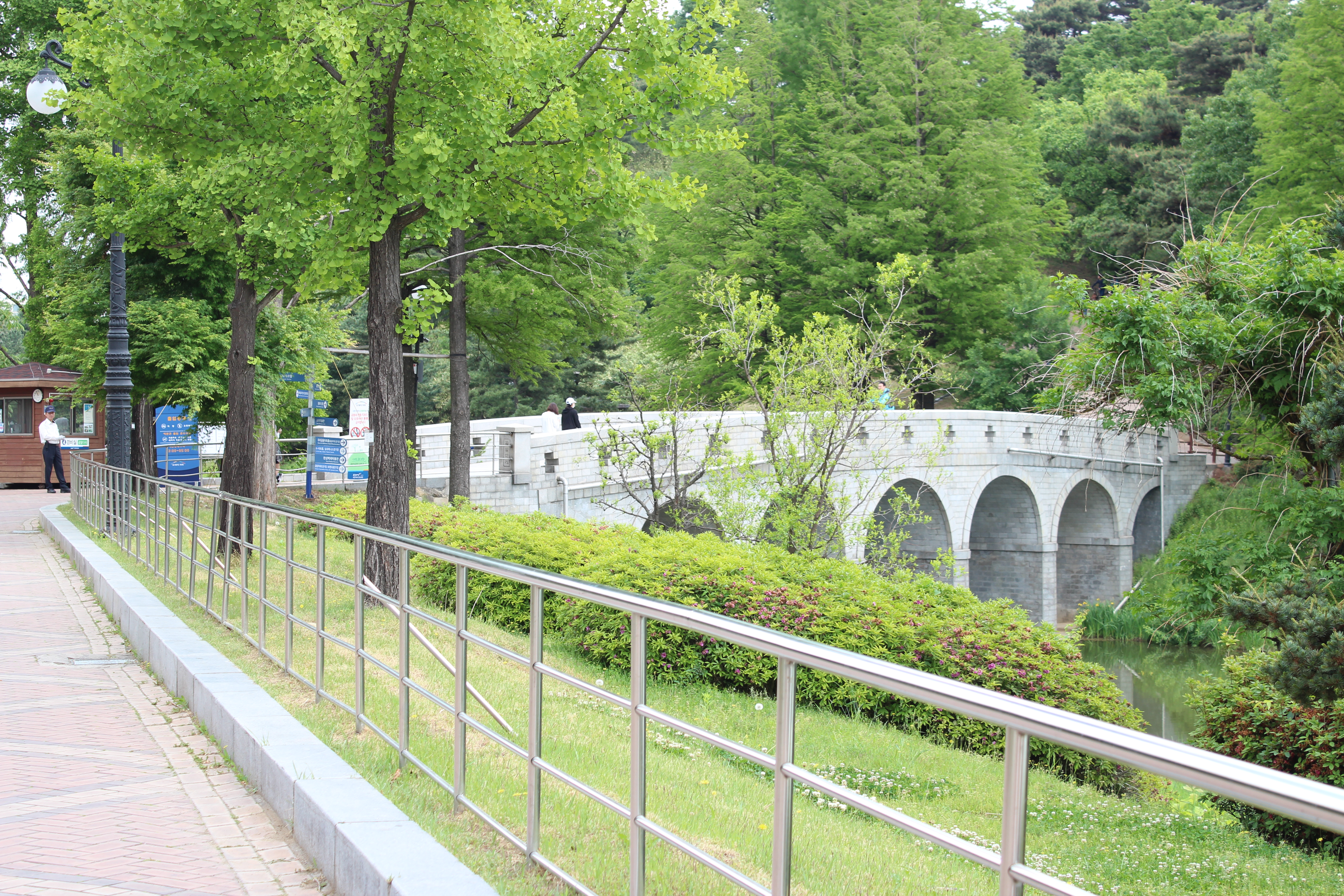
Cầu từ quảng trường gần Cổng Hòa bình đến Mongchontoseong
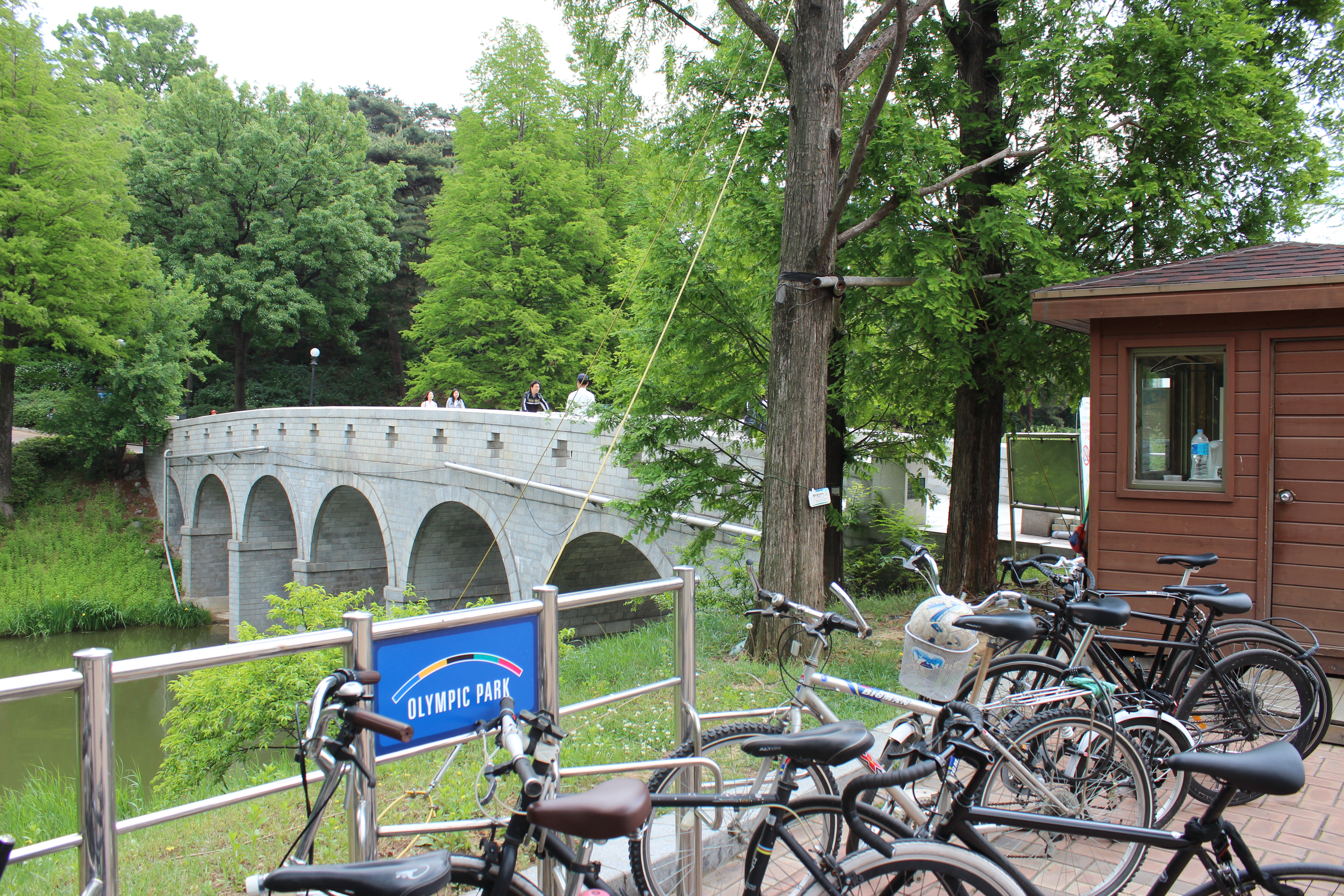
Cầu từ quảng trường gần Cổng Hòa bình đến Mongchontoseong
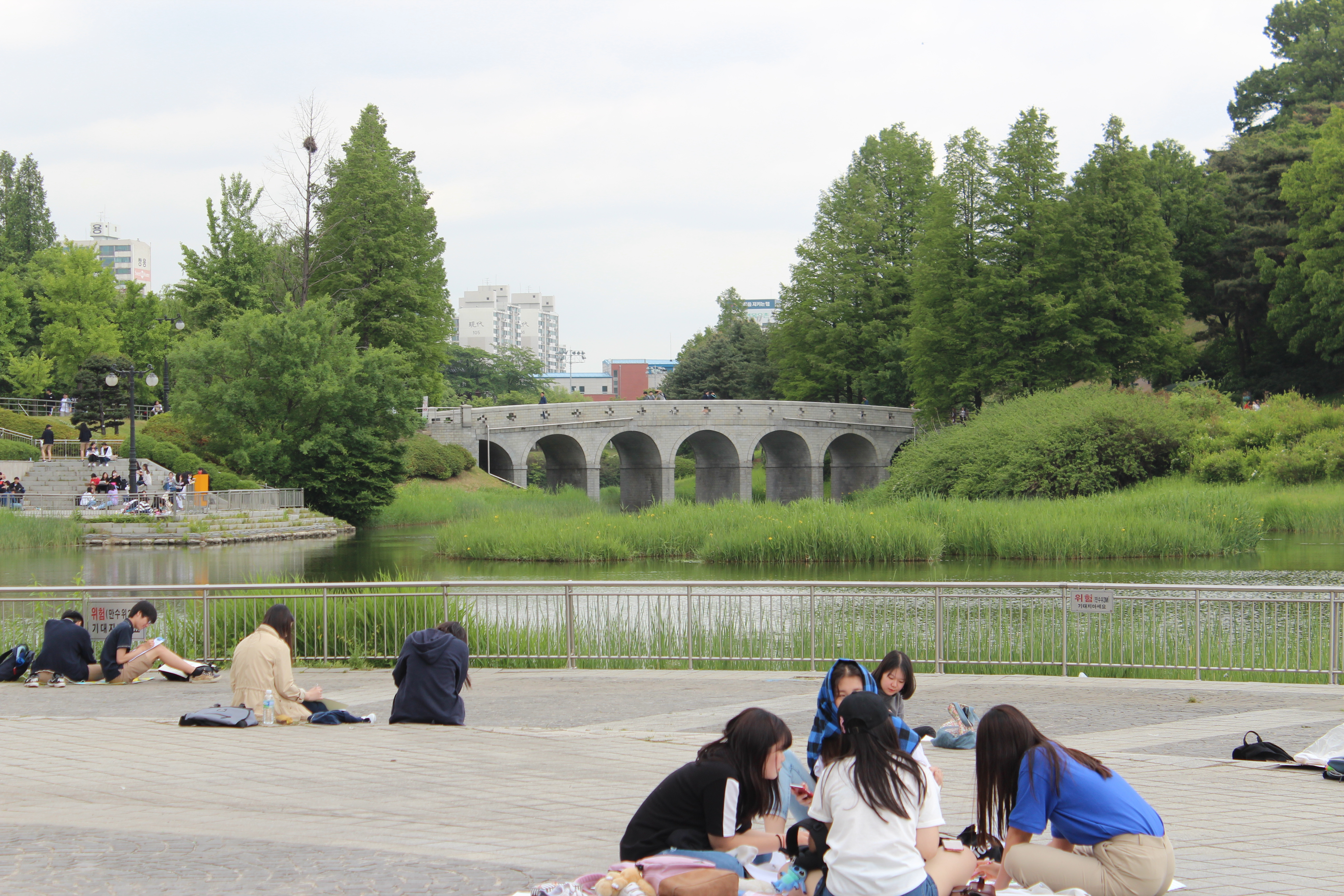
Cầu từ quảng trường gần Cổng Hòa bình đến Mongchontoseong
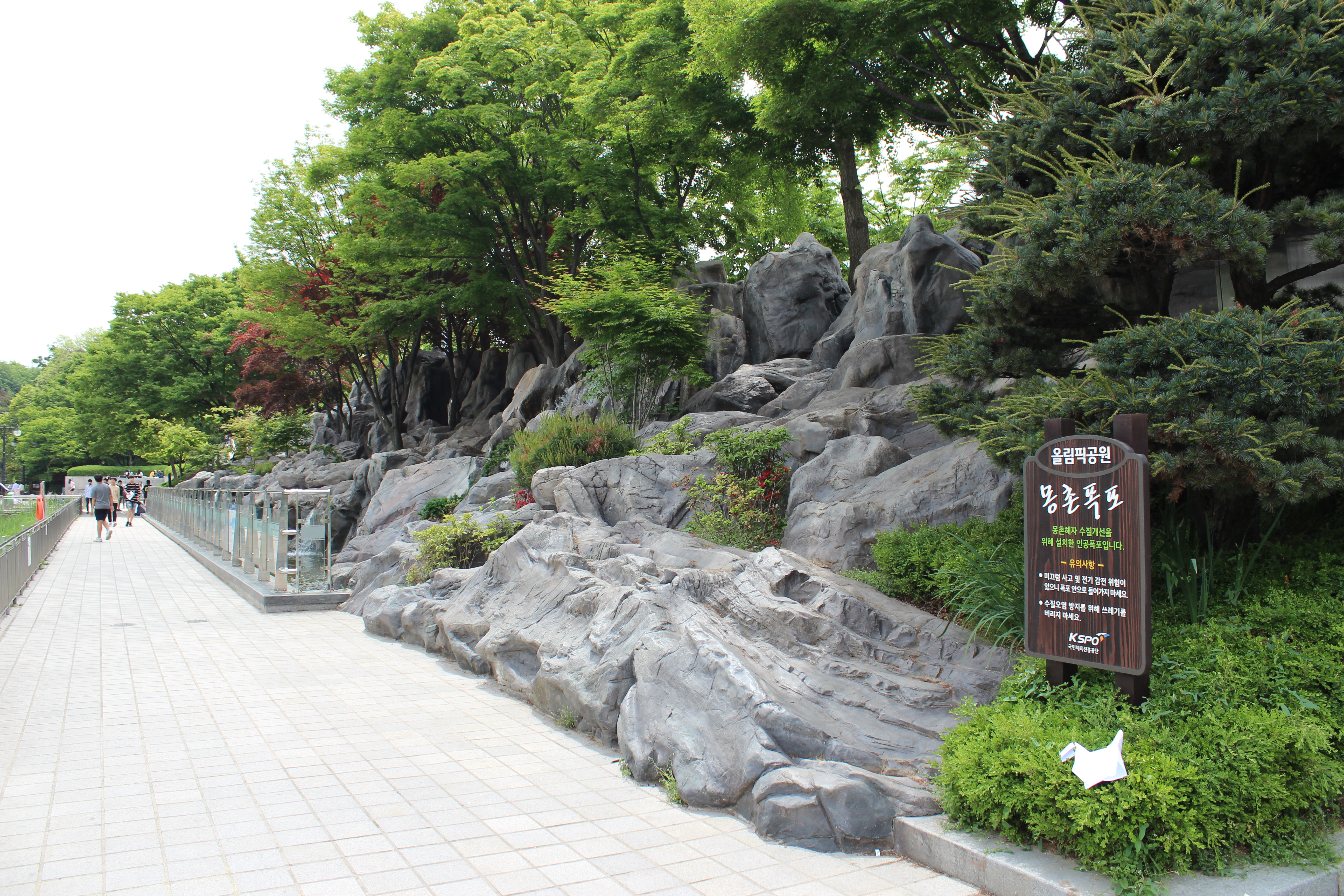
Bảng thông tin mô tả thác Mongchon
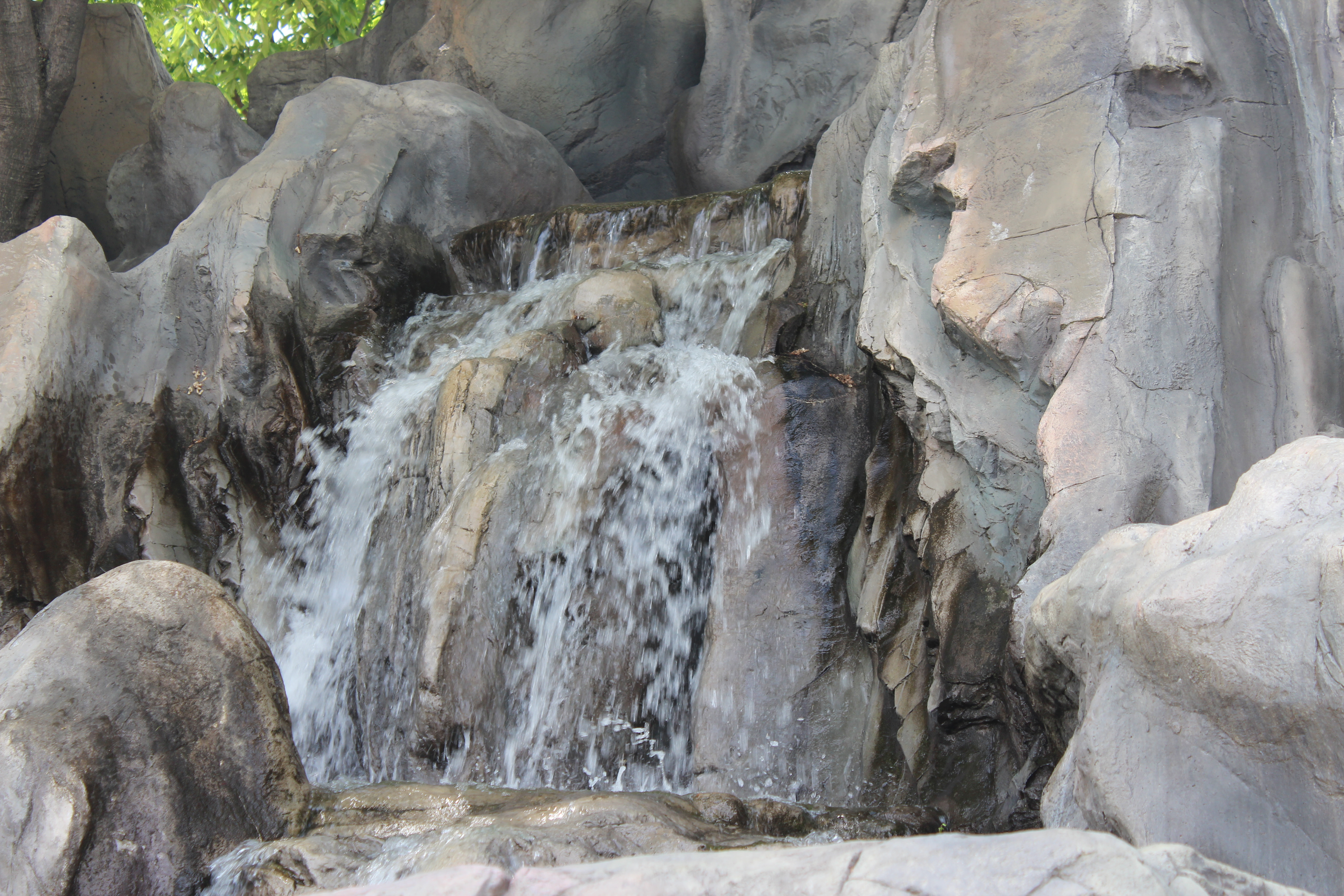
Thác Mongchon. Nó được cho là một thác nước nhân tạo được lắp đặt để cải thiện chất lượng nước của Mongchon Haat.

## Tai nạn
Vào ngày 4 tháng 4 năm 2010 lúc 12:20 chiều, một phần vỉa hè của Cầu Rồng Xanh ở phía bắc của Công viên Olympic đã bị sập. Hậu quả của vụ tai nạn này là một người qua đường đang đi qua cầu Cheongryong đã rơi xuống gầm cầu và bị thương.